# Промышленность Беларуси
Основные отрасли промышленности Беларуси — машиностроение, электроэнергетика и металлообработка, добыча калийной соли, химическая и нефтехимическая промышленность, лесная и деревообрабатывающая, лёгкая и пищевая промышленность.

## Общая характеристика
По индексу экономической сложности Беларусь находится на 30-м месте в мире в рейтинге МТИ и на 31-м месте в рейтинге Центра международного развития Гарвардского университета, опережая 3 из 5 стран-соседей — Латвию, Россию и Украину.
Важнейшие отрасли промышленности (по доле в объёме промышленного производства):
- Производство продуктов питания, напитков и табачных изделий — доля в объёме промышленного производства 25,3 %[4], зарегистрировано 759 предприятий[5], занято 142 тыс. сотрудников (15,8 % от общей численности занятых в промышленности)[5];
- Производство продуктов нефтепереработки и кокса — доля 12,8 %, 34 предприятия, занято 12,8 тыс. сотрудников (1,4 %);
- Снабжение электроэнергией, газом, паром, горячей водой — доля 11,5 %, 191 предприятие, занято 94,9 тыс. сотрудников (10,6 %);
- Производство химических продуктов — доля 8,2 %, 343 предприятия, занято 48 тыс. сотрудников (5,4 %);
- Производство резиновых и пластмассовых изделий, прочих неметаллических минеральных продуктов — доля 7,5 %, 1918 предприятий, занято 84,8 тыс. сотрудников (9,5 %);
- Металлургическое производство, производство готовых металлических изделий, кроме машин и оборудования — доля 6 %, 1412 предприятий, занято 61,4 тыс. сотрудников (6,9 %);
- Производство прочих машин и оборудования — доля 5,5 %, 491 предприятие, занято тыс. сотрудников (9,7 %);
- Производство текстильных изделий, одежды, изделий из кожи и меха — доля 4 %, 1571 предприятие, занято 85,5 тыс. сотрудников (9,6 %);
- Производство изделий из дерева и бумаги, полиграфическая промышленность — доля 3,9 %, 2156 предприятий, занято 58,1 тыс. сотрудников (6,5 %);
- Производство прочих готовых изделий, ремонт, монтаж машин и оборудования — доля 3,7 %, 2099 предприятия, занято тыс. сотрудников (7,4 %);
- Производство транспортных средств и оборудования — доля 3,2 %, 178 предприятий, занято 44,8 тыс. сотрудников (5 %);
- Производство электрооборудования — доля 2,8 %, 326 предприятий, занято 33,3 тыс. сотрудников (3,7 %);
- Водоснабжение; сбор, обработка и удаление отходов — доля 1,6 %, 185 предприятий, занято 37 тыс. сотрудников (4,1 %);
- Производство вычислительной, электронной и оптической аппаратуры — доля 1,6 %, 264 предприятия, занято 19,8 тыс. сотрудников (2,2 %);
- Производство основных фармацевтических продуктов и препаратов — доля 1,2 %, 72 предприятия, занято тыс. сотрудников (1,1 %);
- Горнодобывающая промышленность — доля 1,2 %, 36 предприятий, занято 10,2 тыс. сотрудников (1,1 %).

За 2011—2016 гг. доля высокотехнологических производств в структуре объёма промышленного производства выросла с 1,7 % до 2,9 %, низкотехнологичных производств — с 26,7 % до 35,1 %; доля среднетехнологичных производств низкого и высокого уровня сократилась — с 35,7 % и 25,9 % до 27,7 % до 20 % соответственно. В структуре добавленной стоимости обрабатывающей промышленности доля высокотехнологичных производств за этот период выросла с 3,5 % до 5,6 %, низкотехнологичных — с 29,7 % до 41,9 %; доля среднетехнологичных производств низкого и высокого уровня сократилась с 25,5 % и 41,3 % до 23 % и 29,5 % соответственно.
| Количество зарегистрированных промышленных предприятий по отраслям |
| ------------------------------------------------------------------ |
|                                                                    |
| Объём промышленного производства по отраслям                       |
|                                                                    |

Наибольшее число организаций промышленности зарегистрировано в Минске (3175, или 26 %), Минской области (2738, или 23 %), меньше всего — в Витебской и Гродненской областях (1107 и 1115 соответственно, или 9 %). Объём промышленного производства малых предприятий и микроорганизаций в совокупном промышленном производстве составил в 2016 году 8205 млн рублей (около 10 %). Удельный вес малых предприятий и микроорганизаций наиболее велик в производстве изделий из дерева, бумаги и полиграфической промышленности (30,7 %), производстве прочих готовых изделий, ремонте и монтаже машин оборудования (27,3 %), производстве вычислительной, электронной и оптической аппаратуры (26,7 %), металлургии и металлообработке (21,3 %), производстве резиновых, пластмассовых и прочих неметаллических изделий (20 %), а также в производстве текстильных изделий, одежды, обуви (17,7 %).

### Динамика производства важнейших видов промышленной продукции
Производство важнейших видов промышленной продукции:
| Параметры, показатели                                   | 1984                                    | 1988                                    | 1989                                    | 1995                                    | 2000 | 2005  | 2006  | 2007  | 2008  | 2009  | 2010  | 2011  | 2012  | 2013 | 2016 | 2017 | 2018 | 2019 | 2020 | 2021 |
| ------------------------------------------------------- | --------------------------------------- | --------------------------------------- | --------------------------------------- | --------------------------------------- | ---- | ----- | ----- | ----- | ----- | ----- | ----- | ----- | ----- | ---- | ---- | ---- | ---- | ---- | ---- | ---- |
| Электроэнергия, млрд кВт•ч                              | 33,1                                    | 38,2                                    | 38,5                                    | 24,9                                    | 26,1 | 31,0  | 31,8  | 31,8  | 35,1  | 30,4  | 34,9  | 32,0  | 30,6  | 31,5 | 33,6 | 34,5 | 38,9 | 40,4 | 38,6 | 41,2 |
| Первичная переработка нефти, млн т                      | 39                                      | н/д                                     | 39,4                                    | 13,1                                    | 13,5 | 19,8  | 21,3  | 21,3  | 21,3  | 21,6  | 16,5  | 20,5  | 21,7  | 21,2 | 18,6 | 18,1 |      |      |      |      |
| Бензин автомобильный, тыс. т                            | н/д                                     | н/д                                     | н/д                                     | н/д                                     | 1964 | 3330  | 3498  | 3181  | 3330  | 3272  | 3158  | 3135  | 3729  | 3682 | 3621 | 3611 |      |      |      |      |
| Дизельное топливо, тыс. т                               | н/д                                     | н/д                                     | н/д                                     | н/д                                     | 3847 | 6426  | 6616  | 6693  | 6720  | 7106  | 6137  | 8842  | 11667 | 7793 | 6813 | 6687 |      |      |      |      |
| Готовый прокат чёрных металлов, тыс. т                  | н/д                                     | н/д                                     | н/д                                     | 614                                     | 1397 | 1839  | 2047  | 2192  | 2385  | 2298  | 2458  | 2457  | 2599  | 2159 | 2047 | 2204 | 2339 | 2502 | 2372 | 2284 |
| Шины автомобильные и для с/х машин, тыс. шт.            | н/д                                     | н/д                                     | 4575                                    | 1292                                    | 2440 | 3052  | 3563  | 4792  | 5068  | 5073  | 4818  | 5164  | 5732  | 5568 | 3612 | 3710 |      |      |      |      |
| Минеральные удобрения, тыс. т                           | 5600                                    | 6700                                    | 6300                                    | 3349                                    | 4056 | 5669  | 5469  | 5880  | 5870  | 3390  | 6176  | 6288  | 5858  | 5280 | 7198 | 8157 |      |      |      |      |
| в том числе азотные удобрения, тыс. т                   | в том числе азотные удобрения, тыс. т   | в том числе азотные удобрения, тыс. т   | в том числе азотные удобрения, тыс. т   | в том числе азотные удобрения, тыс. т   | 597  | 684   | 711   | 751   | 728   | 728   | 761   | 798   | 814   | 833  | 843  | 854  |      |      |      |      |
| в том числе фосфорные удобрения, тыс. т                 | в том числе фосфорные удобрения, тыс. т | в том числе фосфорные удобрения, тыс. т | в том числе фосфорные удобрения, тыс. т | в том числе фосфорные удобрения, тыс. т | 87   | 141   | 153   | 157   | 175   | 177   | 192   | 185   | 213   | 204  | 175  | 201  |      |      |      |      |
| в том числе калийные удобрения, тыс. т                  | в том числе калийные удобрения, тыс. т  | в том числе калийные удобрения, тыс. т  | в том числе калийные удобрения, тыс. т  | в том числе калийные удобрения, тыс. т  | 3372 | 4844  | 4605  | 4972  | 4967  | 2485  | 5223  | 5306  | 4831  | 4243 | 6180 | 7102 |      |      |      |      |
| Металлорежущие станки, тыс. шт.                         | н/д                                     | н/д                                     | н/д                                     | 4,7                                     | 5,4  | 3,7   | 4,7   | 4,6   | 4,6   | 2,5   | 3,7   | 4,3   | 4,2   | н/д  | 2,6  | 2,98 | 3,1  | 2,8  | 2,6  | 2,6  |
| Грузовые автомобили, тыс. шт.                           | н/д                                     | н/д                                     | 42,0                                    | 12,9                                    | 14,7 | 22,3  | 23,2  | 25,5  | 26,3  | 11,5  | 13,3  | 22,8  | 25,9  | 19,3 | 4    |      |      |      |      |      |
| Легковые автомобили, тыс. шт                            | 0                                       | 0                                       | 0                                       | 0                                       | н/д  | н/д   | н/д   | н/д   | н/д   | н/д   | н/д   | 2,7   | 9,7   | 8,7  | 10,4 | 3,85 | 11,1 | 20,5 | 21,3 | 29,9 |
| Карьерные самосвалы, шт.                                | н/д                                     | н/д                                     | н/д                                     | н/д                                     | 942  | 1438  | 1630  | 1814  | 1861  | 698   | 978   | 1444  | 1671  | н/д  | 493  | 827  |      |      |      |      |
| Троллейбусы, шт.                                        | 0                                       | 0                                       | 0                                       | 83                                      | 109  | 147   | 176   | 311   | 446   | 388   | 283   | 207   | 172   | 118  | 65   | 102  |      |      |      |      |
| Автобусы, шт.                                           | 0                                       | 0                                       | 0                                       | 62                                      | 914  | 1263  | 2104  | 2160  | 2196  | 1520  | 2080  | 2163  | 2124  | 2342 | 1316 | 1261 |      |      |      |      |
| Тракторы, тыс. шт.                                      | 94,7                                    | н/д                                     | 100,7                                   | 28,0                                    | 22,5 | 41,5  | 49,2  | 59,6  | 65,1  | 45,3  | 44,4  | 59,1  | 71,0  | 62,6 | 34,4 | 38,2 | 40,8 | 39,5 | 39,5 | 44,8 |
| Стиральные машины, тыс. шт.                             | н/д                                     | н/д                                     | н/д                                     | 33,1                                    | 88,1 | 36,7  | 12,7  | 163,3 | 216,5 | 236,4 | 273,8 | 310,8 | 323,6 | 324  | 220  | 152  | 186  | 168  | 176  | 163  |
| Холодильники и морозильники, тыс. шт.                   | н/д                                     | н/д                                     | н/д                                     | н/д                                     | 812  | 995   | 1050  | 1072  | 1106  | 1007  | 1106  | 1197  | 1263  | 1201 | 988  | 779  | 858  | 815  | 843  | 801  |
| Лампы накаливания и дугоразрядные, млн шт.              | н/д                                     | н/д                                     | н/д                                     | н/д                                     | 75,3 | 168,8 | 146,6 | 147,1 | 158,3 | 138   | 161,1 | 183,7 | 190,8 | 178  | 105  | 81   | 45   | 38   | 25   | 20   |
| Телевизоры, тыс. шт.                                    | н/д                                     | н/д                                     | 1302                                    | н/д                                     | 532  | 1308  | 1067  | 702   | 717   | 352   | 446   | 404   | 594   | 245  | 169  | 359  | 597  | 1060 | 1374 | 1450 |
| Пиломатериалы, тыс. м3                                  | н/д                                     | н/д                                     | н/д                                     | 1702                                    | 2243 | 2737  | 2507  | 2461  | 2529  | 2379  | 2571  | 2808  | 2808  | 2630 | 3052 | 3261 | 4046 | 5355 | 4593 | 4278 |
| Бумага, тыс. т (с 2012 — включая картон)                | 198                                     | 203                                     | 204                                     | 27                                      | 44   | 69    | 63    | 57    | 56    | 70    | 103   | 111   | 382   | 332  | 265  | 297  | 356  | 368  | 357  | 416  |
| Цемент, тыс. т                                          | н/д                                     | н/д                                     | 2258                                    | 1235                                    | 1847 | 3131  | 3495  | 3820  | 4219  | 4350  | 4531  | 4625  | 4906  | 5057 | 4503 | 4490 | 4519 | 4728 | 4735 | 4984 |
| Мясо и субпродукты из говядины и телятины, тыс. т       | н/д                                     | н/д                                     | н/д                                     | н/д                                     | 152  | 175   | 190   | 195   | 197   | 232   | 233   | 223   | 225   | 247  | 263  | 257  | 265  | 283  | 314  | 307  |
| Мясо и субпродукты из свинины, тыс. т                   | н/д                                     | н/д                                     | н/д                                     | н/д                                     | 116  | 166   | 191   | 206   | 217   | 230   | 235   | 250   | 272   | 296  | 267  | 289  | 293  | 284  | 297  | 289  |
| Мясо и субпродукты из птиц, тыс. т                      | н/д                                     | н/д                                     | н/д                                     | н/д                                     | 61   | 113   | 144   | 161   | 187   | 216   | 253   | 290   | 344   | 365  | 451  | 477  | 491  | 525  | 533  | 507  |
| Изделия колбасные, тыс. т                               | н/д                                     | н/д                                     | н/д                                     | н/д                                     | 151  | 257   | 278   | 273   | 307   | 295   | 317   | 290   | 299   | 293  | 276  | 280  | 279  | 270  | 274  | 288  |
| Полуфабрикаты мясные, включая из мяса птицы, тыс. шт.   | н/д                                     | н/д                                     | н/д                                     | н/д                                     | 48   | 85    | 110   | 122   | 140   | 142   | 164   | 168   | 195   | 164  | 157  | 177  | 217  | 225  | 239  | 279  |
| Масло сливочное, тыс. т                                 | н/д                                     | н/д                                     | н/д                                     | н/д                                     | 65   | 85    | 88    | 82    | 98    | 116   | 99    | 104   | 113   | 99   | 118  | 120  | 115  | 115  | 119  | 119  |
| Цельномолочная продукция в пересчёте на молоко, тыс. т  | н/д                                     | н/д                                     | н/д                                     | н/д                                     | 954  | 1122  | 1282  | 1326  | 1332  | 1306  | 1495  | 1643  | 1776  | 1859 | 1971 | 2002 | 2027 | 1995 | 2102 | 2052 |
| Сыры, тыс. т                                            | н/д                                     | н/д                                     | н/д                                     | н/д                                     | 41   | 82    | 101   | 110   | 128   | 134   | 146   | 142   | 147   | 134  | 191  | 193  | 203  | 243  | 270  | 278  |
| Растительное масло, тыс. т                              | н/д                                     | н/д                                     | н/д                                     | н/д                                     | 17   | 42    | 44    | 49    | 82    | 127   | 161   | 182   | 189   | 257  | 151  | 170  | 385  | 417  | 459  | 490  |
| Сахар белый, тыс. т                                     | н/д                                     | н/д                                     | н/д                                     | н/д                                     | 565  | 864   | 814   | 656   | 708   | 759   | 816   | 986   | 863   | 853  | 847  | 738  | 637  | 638  | 572  | 529  |
| Безалкогольные напитки, млн дал                         | н/д                                     | н/д                                     | н/д                                     | н/д                                     | 19   | 29    | 34    | 36    | 35    | 32    | 39    | 46    | 47    | 48   | 40   | 42   | 48   | 48   | 48   | 54   |
| Напитки алкогольные дистиллированные, млн дал           | н/д                                     | н/д                                     | н/д                                     | н/д                                     | 10,8 | 8,7   | 10,7  | 12,6  | 14,4  | 14,7  | 15,2  | 18,1  | 19,4  | 17   | 14,1 | 15,6 |      |      |      |      |
| Напитки ферментированные (плодовые вина и др.), млн дал | н/д                                     | н/д                                     | н/д                                     | н/д                                     | 23,7 | 22,2  | 20,8  | 22    | 20,7  | 19,1  | 20,1  | 18,4  | 14,6  | н/д  | 8,4  | 7,6  |      |      |      |      |
| Вина игристые, млн дал                                  | н/д                                     | н/д                                     | н/д                                     | н/д                                     | 0,8  | 1,0   | 1,0   | 1,0   | 1,1   | 1,2   | 1,5   | 1,6   | 1,7   | н/д  | 1,5  | 1,5  |      |      |      |      |
| Пиво, млн дал                                           | н/д                                     | н/д                                     | н/д                                     | н/д                                     | 23,7 | 27,1  | 33,2  | 35,6  | 35,4  | 33,7  | 39,9  | 47,2  | 43,2  | 42,5 | 43,2 | 47,2 |      |      |      |      |
| Табачные изделия, млрд шт.                              | н/д                                     | н/д                                     | н/д                                     | н/д                                     | 10,4 | 12    | 15,7  | 18,7  | 19,5  | 21,1  | 15,1  | 29,6  | 33,2  | н/д  | н/д  |      |      |      |      |      |

Использование среднегодовой мощности предприятий по выпуску промышленной продукции:
| Вид товаров              | 2008  | 2009 | 2010  | 2011 | 2012  |
| ------------------------ | ----- | ---- | ----- | ---- | ----- |
| Грузовые автомобили      | 85 %  | 37 % | 43 %  | 73 % | 83 %  |
| Тракторы                 | 97 %  | 76 % | 71 %  | 92 % | 88 %  |
| Подшипники               | 27 %  | 13 % | 14 %  | 18 % | 25 %  |
| Прокат готовый           | 100 % | 98 % | 100 % | 99 % | 100 % |
| Минеральные удобрения    | 99 %  | 56 % | 99 %  | 98 % | 80 %  |
| Цемент                   | 96 %  | 93 % | 96 %  | 96 % | 81 %  |
| Холодильники             | 99 %  | 99 % | 99 %  | 99 % | 99 %  |
| Телевизоры               | 51 %  | 33 % | 40 %  | 32 % | 51 %  |
| Стиральные машины        | 87 %  | 86 % | 88 %  | 90 % | 99 %  |
| Трикотажные изделия      | 63 %  | 65 % | 77 %  | 78 % | 80 %  |
| Обувь                    | 62 %  | 60 % | 68 %  | 71 % | 69 %  |
| Цельномолочная продукция | 70 %  | 69 % | 72 %  | 74 % | 77 %  |

В 2023 г. драйвером роста белорусской экономики остаётся промышленность — её вклад в прирост ВВП составляет более 60 %.

## Горнодобывающая промышленность
Горнодобывающая промышленность Беларуси производит 1,2 % от общего объёма промышленного производства, что обусловлено отсутствием богатых месторождений полезных ископаемых. Добыча калийной соли учитывается в разделе о химической промышленности.
В 2016 году добыча нефти составила 1645 тыс. т в год, природного газа — 215 млн м³. Собственная добыча нефти и газа не покрывает потребностей промышленности и жилого фонда. В пересчёте на душу населения в Беларуси добывается 22,7 м³ природного газа (в 200 раз меньше, чем в России) и 173 кг нефти (в 20-25 раз меньше, чем в Азербайджане, Казахстане и России).
Добыча торфа в 2011—2016 годах снизилась вдвое, с 3,1 до 1,5 млн т (88 % — на топливные нужды, 11 % — для сельского хозяйства). Добыча мела выросла вдвое, с 100 до 196 тыс. т (22 % мела было добыто в Гродненской области, 77 % — в Могилёвской). В 2016 году было добыто 11,8 млн м³ строительных песков, 1,1 млн т кремнистого и кварцевого песка, 21 млн м³ гранул, крошки и порошка из камня, гальки, гравия, щебня и дроблёного камня, 2 млн т соли NaCl (исключая пищевую поваренную соль), 2112 тыс. т доломита некальцинированного, 667 тыс. т гранита для памятников, отделки и строительства. 

## Металлургия
Чёрная металлургия
Металлургическая отрасль Беларуси представляет собой холдинг «Белорусская металлургическая компания», включающий в себя: ОАО «Белорусский металлургический завод» (управляющая компания холдинга), «Могилёвский металлургический завод» и др. предприятия. Входящий в состав холдинга Речицкий метизный завод выпускает, в частности, гвозди и проволоку, Молодечненский завод лёгких металлоконструкций — стальные трубы. Могилёвский металлургический завод специализируется на производстве технической дроби для обработки металлических поверхностей и чугунных и стальных труб и профилей. Ещё одним крупным предприятием является завод «Центролит» в Гомеле, который специализируется на литье изделий из серого и высокопрочного чугуна (отливки, канализационные люки и др.). Помимо этих предприятий, в составе крупнейших заводов имеется более ста литейных цехов и участков.
На территории Беларуси выявлены 2 крупных месторождения высококачественных железных руд — Околовское в Столбцовском районе Минской области и Новосёлковское в Кореличском районе Гродненской области. Разведанные запасы на глубину 700 м составляют 170 млн тонн, прогнозные оцениваются в 1 млрд тонн. В Новосёлковском месторождении, помимо железных руд, высокое содержание диоксида титана (до 7 %), имеются примеси пентаоксида ванадия. Эти месторождения не разрабатываются, в результате чего сырьём для БМЗ служат металлолом и импортируемые чугунные чушки.
По итогам 2016 г. производство готового проката снизилось на 14,4 % по сравнению с 2015 г. до 2,04 млн т. Производство стали снизилось за 2016 г. на 12,1 % до 2,556 млн т., проволоки из нелегированной (углеродистой) стали также сократилось — на 8,7 % до 360,8 тыс. т. Выпуск металлокорда вырос на 2,6 % и составил 90,2 тыс. т.
Общий объём металлургического производства и производства готовых металлических изделий на белорусских предприятиях (6 % в общем объёме промышленного производства) снизился за 2016 г. на 0,3 % до 4,767 млрд бел. руб. (2,472 млрд долл по курсу Национального банка Беларуси).
| Продукция                       | 1990 | 1995 | 2000 | 2005  | 2010  | 2015  |
| ------------------------------- | ---- | ---- | ---- | ----- | ----- | ----- |
| Сталь, тыс. т.                  | 1112 | 744  | 1624 | 2075  | 2672  | 2577  |
| Прокат чёрных металлов, тыс. т. | 686  | 614  | 1397 | 1839  | 2458  | 2047  |
| Стальные трубы, тыс. т.         | 90,0 | 12,3 | 37,9 | 108,3 | 183,7 | 212,2 |
| Чугунное литьё, тыс. т.         | 859  | 193  | 213  | н/д   | н/д   | н/д   |

В 2016 году около 97 % стали было выплавлено в Гомельской области (в основном на БМЗ), 48,3 тыс. тонн в Минске, 12 тыс. тонн в Могилёвской области, 6,3 тыс. тонн в Минской области, 5,2 тыс. тонн в Брестской области и 200 тонн в Гродненской области. Большую часть стальных труб произвели в Гомельской (90,9 тыс. тонн), Могилёвской (65,6 тыс. тонн) областях и Минске (16,9 тыс. тонн). В Гомельской области производится 97,5 % холоднотянутой проволоки из нелегированной стали (357 из 366 тыс. тонн). Производство строительных сборных металлоконструкций равномерно распределено по областям и столице, но Минская область и Минск производят более половины этой продукции (57,7 и 32,5 тыс. тонн соответственно из 146,4 тыс. тонн). Производство котлов центрального отопления значительно сократилось (с 22,4 тысяч в 2011 г. до 10,8 тысяч в 2016 г.), более тысячи котлов производится в Брестской, Гомельской, Гродненской и Могилёвской областях. В 2012 г. в Беларуси было произведено 66,6 тыс. тонн гвоздей, кнопок, скоб и аналогичных изделий.
В начале 2000-х годов крупнейшими производителями чугунного литья (более 15 тыс. т) были Минский тракторный завод, Минский завод отопительного оборудования, Гомельский «Центролит», Могилёвский металлургический завод, стального литья (более 10 тыс. т) — Минский автомобильный завод, тракторный завод, Могилёвский автомобильный завод. Другие значимые производители стального и чугунного литья расположены в Барановичах, Берёзе, Новогрудке, Пинске и Полоцке.
Цветная металлургия
Цветная металлургия развита недостаточно. В стране отсутствуют предприятия по первичной выплавке цветных металлов, хотя в начале 1970-х годов в Гомельской области был случайно обнаружен минерал давсонит, который может использоваться в качестве сырья для выплавки алюминия при одновременном производстве соды и использовании отходов для производства цемента. Прогнозные запасы алюминиевых руд оцениваются в 180 млн тонн. Известны медно-никелевое, медно-молибденовые, серно-колчеданные, медисто-песчаниковые, вольфрамовые, редкоземельные рудопроявления. В Минске действует завод по переплавке цветных металлов (ОАО «Белцветмет», литейный цех расположен в Гатово Минского района), в Гомеле и Мозыре — небольшие литейные предприятия. В 1990-е годы в Минске начала действовать компания Алютех с собственным литейным производством (алюминий). Небольшими литейными мощностями располагают некоторые предприятия. По состоянию на начало 2000-х годов крупнейшими производителями алюминиевого литья были Минский моторный завод, Осиповичский завод автомобильных агрегатов, Могилёвлифтмаш, Рогачёвский завод «Диапроектор», Гомельский завод литья и нормалей; медного литья и сплавов — Минский подшипниковый завод; цинковых сплавов — Минский завод автоматических линий.
Научное обеспечение и подготовка кадров осуществляется на шести кафедрах ВУЗов, Институтом технологии металлов Национальной академии наук, «Институт БелНИИЛит». С 1972 года действует Институт порошковой металлургии.

## Химическая промышленность
Химическая промышленность — одна из наиболее крупных отраслей белорусского промышленного комплекса.
Ведущие отрасли химической и нефтехимической промышленности республики:
- горнохимическая, производящая калийные удобрения;
- основная химия, производящая химические волокна и нити;
- нефтехимическая отрасль.

Химической промышленностью выпускаются:
- стекловолокно и изделия на его основе;
- минеральные удобрения (калийные, азотные и фосфорные);
- свыше 200 типоразмеров шин;
- полиэфирные волокна и нити;
- полиэтилен высокого давления (как базовых марок, так и композиций на его основе, а также широкий спектр полиакрилонитрильных волокон);
- полиамидные волокна и нити, кордные ткани, а также первичный полиамид-6 и композиционные материалы на его основе.

Основные предприятия этих отраслей, включая по производству продукции из синтетических смол и пластических масс, входят в состав концерна «Белнефтехим» и производят 92,6 % общего объёма продукции отрасли. Они являются основными экспортерами химической промышленности в Беларуси.
 Производство минеральных удобрений (Солигорск — калийные; Гродно — азотные; Гомель — фосфорные)
 Нефтепереработка
 Производство химических волокон (Гродно, Светлогорск, Могилёв) и стекловолокна (Полоцк)
 Производство полиэтилена и изделий из пластмассы
 Производство бытовой химии
 Производство лакокрасочных изделий
 Производство медицинских препаратов

### Газовая промышленность
В основном добывается попутный нефтяной газ. Запасы(?) составляют 0,2 млрд м³ в год.
Добыча газа, млн куб. м
| Год                    | 2013 | 2014 | 2015 | 2016 |
| ---------------------- | ---- | ---- | ---- | ---- |
| Добыча газа (млн. м³.) | 228  | 221  | 225  | 215  |

Добытый газ перерабатывается на Белорусском газоперерабатывающем заводе (БГПЗ). Проектная мощность завода составляет 500 млн м³ в год. На заводе также перерабатывается привозное сырьё (ШФЛУ).
ОАО «Газпром трансгаз Беларусь» является единственным импортёром газа в Республику Беларусь.
| Год             | 2013 | 2014 | 2015 |
| --------------- | ---- | ---- | ---- |
| Объём (млрд м³) | 48,8 | 45,0 | 45,4 |

### Нефтехимия
Крупнейшие нефтехимические предприятия — Новополоцкий нефтеперерабатывающий завод (ОАО «Нафтан», государственное предприятие) установленной мощностью переработки нефти 25 миллионов тонн в год и Мозырский нефтеперерабатывающий завод (42,76 % акций принадлежат Совету Министров Республики Беларусь, 42,58 % — НГК «Славнефть», 12,25 % — ОАО «МНПЗ плюс», 2,41 % — физическим лицам) мощностью 16,5 миллионов тонн в год.
| Первичная переработка нефти, тыс. т:                                                            |
| Графики недоступны из-за технических проблем. См. информацию на Фабрикаторе и на mediawiki.org. |
| Производство бензина и дизтоплива, тыс. т:                                                      |
| Графики недоступны из-за технических проблем. См. информацию на Фабрикаторе и на mediawiki.org. |

Глубина переработки нефти на Новополоцком заводе в 2017 году составила около 73 %, на Мозырском — около 78 %, но намечается увеличить её до 90 % за счёт инвестирования более 3 млрд. USD в модернизацию производства. Предполагается, что после ввода комплекса гидрокрекинга тяжёлых нефтяных остатков в Мозыре и комплекса замедленного коксования в Новополоцке выход светлых нефтепродуктов увеличится до 70 %. Индекс Нельсона, который отражает технологическую сложность нефтепереработки, на Мозырском НПЗ составляет 7,7, на Новополоцком — 9,2 (выше европейского, российского и среднемирового уровней). На Мозырском НПЗ после модернизации индекс может вырасти более чем до 11. Одной из целей модернизации называлось увеличение производства и, соответственно, экспорта светлых нефтепродуктов. В 2020 году было озвучено намерение вложить 500 млн долларов в модернизацию новополоцкого завода «Полимир» «с учётом общемировых тенденций сокращения применения светлых нефтепродуктов в качестве топлива для двигателей внутреннего сгорания».
Производство автомобильного бензина ежегодно варьируется от 3 до 4 млн т (3621 тыс. т в 2016 году), экспорт — от 2,1 до 2,8 млн т, внутреннее потребление составляет около 1,1—1,2 млн т, причём потребление организациями постепенно сокращается (с 474 тыс. т в 2010 году до 385 тыс. т в 2016 году), а населением — растёт (с 635 до 807 тыс. т за аналогичный период). Более половины внутреннего потребления приходится на Минск и Минскую область, меньше всего бензина потребляют в Могилёвской и Витебской областях. В 2019 году производство автомобильного бензина составило 2989,9 тыс. т.
Производство дизельного топлива в 2016 году составило 6320 тыс. т, экспорт — 4429 тыс. т, импорт — 693 тыс. т, внутреннее потребление — 2610 тыс. т (2073 тыс. т организациями, 537 тыс. т населением). В Минске и Минской области населением и организациями потребляется 1090 тыс. т дизельного топлива, меньше всего (210 тыс. т) в Могилёвской области. Приблизительно по 1/3 потребления организациями приходится на сельское хозяйство и транспортную деятельность (723 и 650 тыс. т соответственно). В 2019 году производство дизельного топлива составило 6739,5 тыс. т.
Производство топочного мазута в 2016 году составило 5060 тыс. т, экспорт — 4489 тыс. т, импорт — 38 тыс. т, внутреннее потребление — 605 тыс. т. Основные направления экспорта — Нидерланды, Великобритания, Украина. Больше всего топочного мазута в Беларуси потребляется в Витебской и Гомельской областях (275 и 236 тыс. т соответственно). Важнейшие направления использования — преобразование в тепловую и электрическую энергию, а также дальнейшая переработка. В 2019 году производство мазута составило 4382 тыс. т.
Помимо автомобильного топлива и мазута, в 2019 году было произведено 646,2 тыс. т лёгких нефтяных дистиллятов, 462,8 тыс. т топлива реактивного керосинового, 80,4 тыс. т масел смазочных и 491,7 тыс. т газов нефтяных и углеводородов газообразных.

### Производствобытовой химии
В 2016 году предприятия республики произвели 2191 т хозяйственного мыла, 1547 т туалетного мыла, 65 тыс. т моющих и чистящих средств, 256 т духов и туалетной воды, 4742 т косметических средств для ухода за кожей и декоративной косметики (в том числе 205 т средств для макияжа губ и глаз, а также 25 т пудры), 17 тыс. т средств для волос (в том числе 10 тыс. т шампуней, лаков для волос и средств для завивики и распрямления волос, а также 6,9 тыс. т лосьонов и прочих средств для волос), 960 т зубной пасты и аналогичных средств.
Больше всего моющих и чистящих средств было произведено в Могилёвской области — 25,3 тыс. т (39 % от республиканского производства; крупнейший производитель — ИПУП «Сонца», Осиповичи) и в Минской области — 15 тыс. т (23 %). 66 % средств для волос было произведено в Минске (Белита-Витэкс, Markell Cosmetics, Модум и другие предприятия), 28,5 % в Минской области (ООО «Флоралис» в д. Лесковка Минского района и другие предприятия). В Брестской области расположены два крупных государственных предприятия отрасли — ОАО «Бархим» (Барановичи) и ОАО «Брестский завод бытовой химии».

### Другие отрасли химической промышленности
Крупнейшими предприятиями химической промышленности являются завод «Полимир» ОАО «Нафтан» (Новополоцк), ОАО «Могилёвхимволокно» (Могилёв), ОАО «Гродно Азот» (Гродно), Гомельский химический завод.
Единственный производитель шин — ОАО «Белшина» в Бобруйске Могилёвской области. В 2016 году из 3,6 млн произведённых шин 2,4 млн было предназначено для легковых автомобилей, 687 тыс. — для автобусов, грузовых автомобилей и авиации, 477 тыс. — для сельскохозяйственных и лесохозяйственных машин. Основные покупатели шин (более 100 тыс. штук) — Россия, Украина, Казахстан, Бельгия, Армения, Нидерланды. Кроме того, единственным производителем стекловолокна в республике является ОАО «Полоцк-Стекловолокно» в г. Полоцке. Крупнейший производитель лакокрасочных изделий — ОАО «Лакокраска» (г. Лида).
Больше всего химических волокон в 2016 году (84,6 тыс. т) было произведено в Могилёвской области (Могилёвское ОАО «Химволокно») — в частности полиэфирных, в Витебской, Гомельской и Гродненской областях (предприятия Новополоцка, Светлогорска и Гродно соответственно) — от 35 до 40 тыс. т. Лидером по производству полиэтилена высокого давления является «Полимир» с годовым производством в 130 тыс. тонн. Ранее завод также являлся основным производителем нитроновых и акриловых волокон.
Одним из крупнейших предприятий по производству пленки и изделий, деталей из пластика является предприятие ОАО «Белпласт» в Минске (начало свою деятельность 1 июня 1947 года). Крупнейшим производителем пластиковых одноразовых шприцев является гомельское ОАО «Медпласт» (ранее — Гомельский завод пластмассовых изделий). Два специализированных предприятия по переработке пластиковых отходов — Борисовский завод пластмассовых изделий и гродненский «Белвторполимер».
На предприятиях республики в 2016 году была произведена 591 тыс. т полимеров в первичных формах (из них 274 тыс. т в Могилёвской области, 155 тыс. т в Гродненской области, 105 тыс. т в Витебской области, 45 тыс. т в Гродненской области). Основными группами материалов в первичных формах были полиэтилентерефталат (199 тыс. т), карбамидные смолы, тиокарбамидные и меламиновые смолы (130 тыс. т), полиамиды (114 тыс. т), полимеры этилена (101 тыс. т) и алкидные смолы (19 тыс. т). Производство аммиака составило 1080 тыс. т, этилена — 102 тыс. т, пропена (пропилена) — 73 тыс. т, бензола — 112 тыс. т, ксилолов — 77 тыс. т, акрилонитрила — 77 тыс. тканифоли — 4079 т, скипидара — 1177 т. Производство неорганических соединений представлено преимущественно серной кислотой (Гомельский химический завод). Серной кислоты (вместе с олеумом) было получено 859 тыс. т.
В 2018 году А. Лукашенко поручил рассмотреть возможность строительства нового завода по производству азотных удобрений стоимостью 1,3 млрд долларов.

## Фармацевтическая промышленность
В 2016 году объём фармацевтического рынка Беларуси составил 636,8 млн долларов, это на 4 % меньше, чем в 2015 году.
Объём производства лекарственных средств в Беларуси в 2016 году составил 891,5 млн бел. рублей, 70 % этого объёма обеспечивают государственные фармацевтические предприятия.
Доля отечественных лекарственных средств на рынке республики по итогам 2016 года в стоимостном выражении составила 51,9 %.
Экспорт лекарственных средств, произведённых в Беларуси, в 2016 году составил 115 млн долларов (рост на 12 %), поставки осуществлялись в 29 стран.
Всего по состоянию на 1 марта 2016 в стране зарегистрировано 4,5 тыс. лекарственных средств, в том числе 1,6 тыс. отечественного производства.
Абсолютное большинство фармацевтической продукции производится в Минске (РУП «Белмедпрепараты», УП «Минскинтеркапс» и другие предприятия) и Минской области (Борисовский завод медицинских препаратов и другие предприятия) — в 2016 году ими произведено фармацевтических препаратов на сумму 374,9 (38 %) и 445,3 млн рублей (45 %) соответственно. При этом предприятия Витебской, Гомельской и Могилёвской областей специализируются на производстве лекарственных средств и фармацевтических препаратов, применяемых в ветеринарии: в 2016 году они составили 42,3 из 69,1 млн рублей общего выпуска фармацевтической продукции Витебской области и 17,6 из 21 млн рублей в Могилёвской области, а в Гомельской области вся фармацевтическая продукция (8,3 млн рублей) имела ветеринарное назначение.

## Машиностроение
В Беларуси производится широкий спектр машиностроительной продукции. Это
грузовые автомобили (МАЗ, БелАЗ),
автобусы (МАЗ, Неман),
троллейбусы (Белкоммунмаш), тракторы (Минский тракторный завод, Могилёвский автомобильный завод),
телевизоры (Горизонт, Витязь),
холодильники (Атлант),
металлорежущие станки
и многое другое.
В Беларуси расположен Белорусский автомобильный завод (марка БелАЗ) — единственный в странах СНГ и один из крупнейших в мире производителей карьерной техники.
В 2016 году в Беларуси было произведено втрое больше тракторов, чем в России, Украине, Казахстане и Азербайджане вместе взятых. 

2020-е: расширяется сотрудничество с Россией
Авиастроение: 
«558-й авиационный ремонтный завод» (ранее производил Су-25; в 2020-х намечается производство, совместно с Россией, лёгкого самолёта ЛМС-401). 
Также, к 2027 году готовится запуск в серию совместного двухмоторного самолета «Освей» (замена советскому L-410).
- Грузовой автомобиль МАЗ-4571 «Корнет»
- Карьерный самосвал БелАЗ-75214
- Автобус МАЗ-107
- Специальное шасси МЗКТ-7930
- Троллейбус АКСМ-321
- Электробус АКСМ-Е433
- Зерноуборочный комбайн «Гомсельмаш» Палессе-12А1
- Трактор BELARUS-1523[74]
- Трамвай АКСМ-843
- Манёвровый тепловоз ТМЭ1
- Электропоезд ЭШ2

 Автомобилестроение
 Сельскохозяйственное машиностроение
 Станкостроение и приборостроение
 Электронная промышленность
 Электротехническая промышленность
 Оптико-механическая промышленность
 Радиотехническая промышленность

### Автомобильная промышленность
БССР, в составе СССР, специализировалась на выпуске грузовых автомобилей, в том числе большой грузоподъёмности. В 1944 году был основан Минский автомобильный завод (МАЗ), первоначально собиравший из машинокомплектов грузовые автомобили Ford, GMC, Chevrolet и другие. Благодаря оборудованию, полученному по репарациям из Германии и по линии UNRRA, был построен завод с полным циклом производства, на который было передано производство автомобилей с Ярославского автомобильного завода. Вскоре завод начал самостоятельно разрабатывать грузовые автомобили, в том числе специализированные. Производство большегрузных самосвалов было передано на Белорусский автомобильный завод в Жодино, а выпуск тяжёлой техники двойного назначения — на Минский завод колёсных тягачей. В 1990 году на предприятиях БССР было выпущено 42 тысячи грузовых автомобилей.
В 1990-е годы в стране началось производство общественного транспорта. В 1992 году МАЗ начал производство по лицензии автобусов Neoplan N4014. В том же году в рамках программы конверсии началось производство лицензионной копии автобусов ЛиАЗ-5256 на ПРУП «Опытный завод „Неман“» (город Лида Гродненской области). Впоследствии оба предприятия разработали собственные модели автобусов с широким использованием отечественных комплектующих — МАЗ-103 и весь последующий модельный ряд автобусов в Минске, Неман-52012 и другие модели в Лиде. В 1993 году начал готовиться к выпуску электротранспорта Минский ремонтный трамвайно-троллейбусный завод (сейчас — ОАО «Управляющая компания холдинга „Белкоммунмаш“»). Производство троллейбусов АКСМ-100 началось в 1994 году, трамваев АКСМ-1М — в 2000 году, электробусов АКСМ-Е433 — в 2016 году. Выпускались и троллейбусы на шасси автобусов МАЗ (МАЗ-103Т, МАЗ-ЭТОН Т203). Впоследствии модельный ряд значительно увеличился.
С обретением независимости появилось и производство легковых автомобилей. В 2016 году в стране было собрано 10 360 легковых автомобилей.
В середине 1990-х годов было основано совместное предприятие с компанией Ford — «Форд-Юнион» (сейчас — СП ЗАО «Юнисон», входящее в холдинг производителя автокомпонентов Fenox). В деревне Обчак Минского района был построен корпус для сборки автомобилей. После прекращения сотрудничества с Ford в 2000 году, предприятие занималось сборкой автомобилей Lublin и Samand. В 2014 году компания подписала соглашения с General Motors и PSA Peugeot Citroën, после чего началась сборка нескольких моделей Peugeot, Citroën, Cadillac XT5, Cadillac Escalade, Chevrolet Tahoe.
В 2011 году было подписано соглашение о создании СЗАО «Белджи» с китайской компанией Geely (51 % акций совместного предприятия принадлежит ОАО «БелАЗ»), в рамках которого началось строительство автосборочного завода возле автодороги P53, между городами Жодино и Борисов Минской области. Проектная мощность завода — 60 тысяч автомобилей в год. Предполагается, что в 2018 году локализация производства должна составить 52 %. Завод был официально открыт в ноябре 2017 года.
Развито производство автокомпонентов. Помимо заводов, занимавшихся изготовлением автомобильных компонентов в БССР, в независимой Республике Беларусь появились новые предприятия. Так, Fenox занимается производством элементов тормозных систем и других узлов для TRW Automotive и других компаний. В 2011 году профильные предприятия с государственной долей собственности объединены в холдинг «Автокомпоненты».

### Сельскохозяйственное машиностроение
В Беларуси действует несколько предприятий, производящих сельскохозяйственную продукцию и комплектующие к ним.
В 1840-е годы возникли мастерские по производству плугов, веялок, молотилок в местечке Раков Минского уезда, в 1859 году — завод в Горках, в 1901 году — специализировавшийся на производстве сельскохозяйственного инвентаря чугунолитейный завод в Лиде. В 1920—1930-е годы сельскохозяйственные машины производились заводом «Красный металлист» в Витебске, «Двигатель революции» в Гомеле и «Энергия» в Минске.
В 1930 году был создан Гомельский завод сельскохозяйственного машиностроения (Гомсельмаш), в 1946 году — Минский тракторный завод (первоначально размещался в корпусах недостроенного в 1940—1941 годах авиазавода № 453). После Великой Отечественной войны были расширены существующие и построены новые крупные специализированные предприятия в Могилёве («Могилёвсельмаш», ныне «Могилёвтрансмаш»), Бобруйске («Бобруйскагромаш»), Бресте, Лиде, Барановичах и других городах. В 1980-е годы началось строительство крупного филиала МТЗ в Сморгони. Ряд мелких предприятий по производству простых сельскохозяйственных орудий расположен в районных центрах. В 1990 году в Белорусской ССР было произведено 1200 комбинированных агрегата, 9500 кормоуборочных комбайнов (в том числе 1100 самоходных), 9800 тракторных картофелесеялок, 15 400 картофелекопалок, 32 200 машин для внесения в почву органических удобрений, 1200 тракторных культиваторов, 1600 тракторных грабель, 9500 конных плугов, 249 400 зубовых борон, 25 700 теплогенераторов.
В СССР «Гомсельмаш» специализировался на производстве приводных силосоуборочных машин, затем — самоходных кормо- и силосоуборочных комбайнов. МТЗ изначально занимался производством гусеничных тракторов (в том числе трелевочных, с газогенераторным двигателем), а с 1953 года переориентировался на выпуск колёсных тракторов класса 1,4 (средних). Параллельно МТЗ занимался разработкой и выпуском гусеничных шасси для самоходных зенитных ракетных систем и ракетно-пушечных комплексов (в частности, «Тор» и «Тунгуска»). Завод также снабжал заготовками и агрегатами другие тракторостроительные предприятия СССР.
С обретением независимости Республикой Беларусь, «Гомсельмаш» разработал и освоил выпуск зерноуборочных комбайнов и разнообразной сельскохозяйственной техники, а Минский тракторный завод приступил к производству мотоблоков, тракторов малой, большой и особо большой мощности, а также специальной техники. Дизельные двигатели для МТЗ поставляет Минский моторный завод, некоторые модели комплектуются двигателями Caterpillar, Cummins, Yanmar и других марок.
| Производство тракторов:                                                                         |
| ----------------------------------------------------------------------------------------------- |
| Графики недоступны из-за технических проблем. См. информацию на Фабрикаторе и на mediawiki.org. |

Крупнейшее предприятие отрасли — Минский тракторный завод, головное предприятие «МТЗ-Холдинг». В состав холдинга входит 9 предприятий:
- Минский тракторный завод, город Минск (около 20 тысяч сотрудников);
- ОАО «Бобруйский завод тракторных деталей и агрегатов», город Бобруйск (2900 работников[84]);
- ОАО «Витебский завод тракторных запчастей», город Витебск (580 работников[85]);
- ОАО «Лепельский ремонтно-механический завод», город Лепель (160 работников[86]);
- ОАО «Минский завод шестерен», город Минск (2200 работников[87]);
- ОАО «Мозырский машиностроительный завод», город Мозырь (900 работников[88]);
- ОАО «Наровлянский завод гидроаппаратуры», город Наровля (около 200 работников[89]);
- ОАО «Сморгонский агрегатный завод», город Сморгонь (1200 работников[90]);
- ОАО «Хойникский завод гидроаппаратуры», город Хойники.

Другое крупное предприятие отрасли — холдинг «Гомсельмаш», в который входят:
- ОАО «Гомсельмаш», город Гомель (17300 работников[92]);
- ОАО «Гомельский завод литья и нормалей», город Гомель (5500 работников[93]);
- ОАО «Лидсельмаш», город Лида (860 работников[94]).

Кроме того, существуют и другие производители сельскохозяйственной техники:
- ОАО "Управляющая компания холдинга «Бобруйскагромаш», город Бобруйск (1900 работников; производит прицепную и навесную сельскохозяйственную технику, узлы и комплектующие[95]);
- ОАО «Лидагромаш», город Лида (около 1080 работников; производит зерноуборочные комбайны, сеялки, опрыскиватели, прицепы, грабли-валкователи)[96];
- ОАО «Оршаагропроммаш», город Орша (230 работников; производит сельскохозяйственную технику и запчасти к ним[97]), входит в состав холдинга «Бобруйскагромаш»;
- ОАО «Минскагропроммаш», город Минск (более 100 работников; производит дисковые бороны и навесную коммунальную технику)[98].

Сельскохозяйственным машиностроением также занимаются ОАО Сморгонский завод оптического станкостроения, ОАО Волковысский машиностроительный завод (помимо основной деятельности) и другие предприятия.

### Производство бытовой техники
Крупнейшие производители бытовой техники — Атлант, Горизонт, Минский приборостроительный завод (часть ОАО «Амкодор-Белвар»), Брестгазоаппарат («Гефест»), БелОМО, ОАО «Торгмаш» (город Барановичи) и другие предприятия. Производство некоторых видов бытовой техники значительно сократилось в 2010-е годы. Так, за 2011—2016 годы выпуск предприятиями пылесосов сократился с 26 до 4 тыс., электромясорубок — с 347 до 110 тыс., соковыжималок — с 175 до 29 тыс., утюгов — с 49 до 2 тыс. В то же время, выпуск СВЧ-печей вырос с 306 до 678 тыс., электроплит и электрочайников — с 406 до 425 тыс. Кроме того, в 2016 году было выпущено 220 тыс. стиральных машин, 988 тыс. бытовых холодильников и морозильников, 1027 тыс. газовых плит и варочных панелей, 4 млн светильников и осветительных устройств. В 2008 году в Беларуси организовано сборочное производство сотовых телефонов. Брестский радиотехнический завод производит электрогрелки, электрообогреватели, электроплитки, а также собирает персональные компьютеры; барановичский завод «Торгмаш» и Гродненский завод торгового машиностроения производят технологическое оборудование для торговли и общественного питания, а также отдельные виды бытовой техники.
В 2017 году на трёх заводах ЗАО «Атлант» работало 7019 человек, 71,4 % продукции экспортировалось. Холодильники «Атлант» занимали 57,3 % белорусского рынка холодильников и морозильников, 14,3 % украинского и 12,7 % российского, а также от 2 до 20 % рынка стиральных машин.
| Производство холодильников, морозильников и газовых плит в БССР и Республике Беларусь, тыс. шт.: |
| Графики недоступны из-за технических проблем. См. информацию на Фабрикаторе и на mediawiki.org.  |

### Станкостроение
Большинство станкостроительных предприятий государственной формы собственности подчиняются управлению металлургии и станкоинструментальной промышленности Министерства промышленности Республики Беларусь.
| Производство металлорежущих станков в БССР и Республике Беларусь, шт:                           |
| Графики недоступны из-за технических проблем. См. информацию на Фабрикаторе и на mediawiki.org. |

## Электронная, электротехническая, оптическая промышленность
Зарождение электротехнической промышленности в стране связано с выпуском ламп накаливания в Альбертине (совр. Слонимский район) в 1913—1915 годах. Долгое время выпуском электротехнических изделий занимались мелкие предприятия. В 1940 году началось производство радиоприёмников на Минском радиозаводе (завод перевезён из Вильнюса; преобразован в приборостроительный завод). В том же году предприятия БССР произвели 7,7 тыс. электродвигателей. Массовый их выпуск был освоен в 1950 году на заводе «Электродвигатель» (Могилёв). На Втором Минском радиозаводе (сегодня — ОАО «Горизонт») в 1951 году были выпущены первые транзисторные радиоприёмники в СССР, в 1954 году началось производство телевизоров. В 1956—1957 годах на Минском электротехническом заводе начался выпуск силовых трансформаторов и комплексных трансформаторных подстанций. В 1959 году был введён в эксплуатацию Мозырский кабельный завод, в 1966 году — Брестский электроламповый завод, в 1970 году — Молодечненский завод силовых полупроводниковых вентилей.
В 2019 году предприятия страны произвели, по предварительным данным, 1059,6 тыс. телевизоров. В 2016 году в Республике Беларусь было произведено 1,25 млрд электронных интегральных схем (ОАО «Интеграл», Минск), 152 млн диодов, транзисторов, тиристоров, димисторов и симисторов (завод «Цветотрон», Брест; завод «Электромодуль», Молодечно — филиалы ОАО «Интеграл»), 66 тыс. приборов измерения электрических величин и дозиметрических приборов (из них 27 тыс. произведено в Минске, 32 тыс. в Витебской области), 1,5 млн приборов для измерения или контроля расхода, уровня, давления или прочих переменных характеристик жидкостей и газов (из них 1,4 млн в Минске), 244 тыс. счётчиков газа (из них 182 тыс. в Минске), 321 тыс. счётчиков электроэнергии (из них 198 тыс. в Минске), 797 штук аппаратуры, на использовании рентгеновского, альфа-. бета- и гамма-излучений, 31,4 тыс. оптических приборов (из них 23,9 тыс. в Гродненской области).
Производство электродвигателей переменного тока в 2016 году составило 701,6 тыс. штук, крупнейшие производители — ОАО «Могилёвский завод „Электродвигатель“», ОАО «Полесьеэлектромаш» (г. Лунинец Брестской области), ООО «Электросталь» (г. Новолукомль, Чашникский район Витебской области) и другие предприятия. Автомобильные стартеры (электродвигатели постоянного тока) производит Борисовский завод автотракторного электрооборудования. Производством различных видов электрических трансформаторов (457 тыс. штук в 2016 году) занимаются Минский электротехнический завод им. В. И. Козлова, ООО «Юджэн» (г. Новополоцк Витебской области), ОАО «Витебский завод электроизмерительных приборов», УП «Завод Белит» (Поставы; завод переориентировался на выпуск другой продукции), ЧУП «Завод СВТ» (Минск). Производители свинцово-кислотных аккумуляторов (314 тыс. штук в 2016 году) — группа «Первая аккумуляторная компания» (на 75 % дочернее предприятие Exide Technologies; основное производство в Пинске Брестской области; планируется строительство нового завода в Бресте) и ПРУП «Амкодор-Радиан» (посёлок Сосны, Минск). Запуск нового аккумуляторного завода в Бресте в 2019 году был сорван под давлением общественности по экологическим соображениям. Выпуском оптического кабеля (55 тыс. км в 2016 году) занимаются предприятия ИООО «Союз-кабель» (Витебск), ООО «Белкабельоптик» (Минск; дочернее предприятие СЗАО «Белтелекабель»), СООО «Минский кабельный завод „Минсккабель“», производством обычных кабелей — ОАО «Беларускабель» (Мозырь) и СОАО «Гомелькабель». Ламп накаливания всех видов в 2016 году было произведено 105 млн штук. Производством светотехнической продукции занимаются Брестский электроламповый завод и Лидский завод электроизделий.
Оптико-механическую продукцию военного и гражданского назначения производят главным образом предприятия, входящие в БелОМО (Белорусское оптико-механическое объединение). Ранее минским заводом имени Вавилова и вилейским заводом «Зенит» выпускались фотоаппараты ряда моделей.
| Производство телевизоров и радиоприёмников в БССР и Республике Беларусь, тыс. шт.:              |
| Графики недоступны из-за технических проблем. См. информацию на Фабрикаторе и на mediawiki.org. |

## Лёгкая промышленность
В лёгкой промышленности Беларуси работают 2250 предприятий. 86 % предприятий преимущественно находится в частной собственности. Крупные предприятия входят в концерн «Беллегпром», объединяющий 114 предприятий, в числе которых ОАО «Моготекс», ОАО «Элиз», ОАО «Элема», СП ЗАО «Милавица», ОАО «Коминтерн», ОАО «Надэкс», ОАО «8 Марта» и др. Концерн производит 80 % всей продукции лёгкой промышленности.
В 2016 году в Беларуси было произведено 1,6 млн м² шерстяных, 23,1 льняных, 61,8 хлопчатобумажных, 73,5 тканей из химических волокон и 502,5 млн дм² дублёной и выделанной кожи. Производство постельного белья составило 5,5 млн единиц, занавесей и штор — 2,1 млн, 20 млн м² ковров и ковровых изделий,
| Вид продукции, ед. изм.                                   | Выпуск в 2016 году | Крупнейшие производители в 2016 году |
| --------------------------------------------------------- | ------------------ | --- |
| Шерстяные ткани, млн м²                                   | 1,6                | Могилёвская область — 60 349 тыс. кв м, Брестская область — 49 787 тыс. кв м, Витебская область — 29 356 тыс. кв м. Крупнейшие предприятия: ОАО «Моготекс», Барановичское производственное хлопчатобумажное объединение, Оршанский льнокомбинат. |
| Льняные ткани, млн м²                                     | 23,1               | Могилёвская область — 60 349 тыс. кв м, Брестская область — 49 787 тыс. кв м, Витебская область — 29 356 тыс. кв м. Крупнейшие предприятия: ОАО «Моготекс», Барановичское производственное хлопчатобумажное объединение, Оршанский льнокомбинат. |
| Хлопчатобумажные ткани, млн м²                            | 61,8               | Могилёвская область — 60 349 тыс. кв м, Брестская область — 49 787 тыс. кв м, Витебская область — 29 356 тыс. кв м. Крупнейшие предприятия: ОАО «Моготекс», Барановичское производственное хлопчатобумажное объединение, Оршанский льнокомбинат. |
| Ткани из химических волокон, млн м²                       | 73,5               | Могилёвская область — 60 349 тыс. кв м, Брестская область — 49 787 тыс. кв м, Витебская область — 29 356 тыс. кв м. Крупнейшие предприятия: ОАО «Моготекс», Барановичское производственное хлопчатобумажное объединение, Оршанский льнокомбинат. |
| Дублёная и выделанная кожа, млн дм²                       | 502,5              | Минская область — 243,9 млн дм², Могилёвская область — 178,1 млн, Гродненская область — 80,5 млн |
| Постельное бельё, млн шт                                  | 5,5                | |
| Занавеси и шторы, млн шт                                  | 2,1                | |
| Ковры и ковровые изделия, млн м²                          | 20                 | Витебская область — 18,9 млн (ОАО «Витебские ковры»); Брестская область — 1 млн (ОАО «Брестские ковры») |
| Трикотажные изделия, млн шт в том числе:                  | 46,5               | Минская область — 20,9 млн шт (все виды изделий). Крупнейшие предприятия — ОАО «Світанак» (Жодино) — 32 %; ОАО «Купалинка» (Солигорск) — 11 %; ОАО «8 марта» (Гомель) — 10 %; Пинское ПТО «Полесье» — 4 %; ОАО «КИМ»† (Витебск) — 4 % |
| верхняя одежда                                            | 11,8               | Минская область — 20,9 млн шт (все виды изделий). Крупнейшие предприятия — ОАО «Світанак» (Жодино) — 32 %; ОАО «Купалинка» (Солигорск) — 11 %; ОАО «8 марта» (Гомель) — 10 %; Пинское ПТО «Полесье» — 4 %; ОАО «КИМ»† (Витебск) — 4 % |
| нательное бельё трикотажное                               | 18,4               | Минская область — 20,9 млн шт (все виды изделий). Крупнейшие предприятия — ОАО «Світанак» (Жодино) — 32 %; ОАО «Купалинка» (Солигорск) — 11 %; ОАО «8 марта» (Гомель) — 10 %; Пинское ПТО «Полесье» — 4 %; ОАО «КИМ»† (Витебск) — 4 % |
| футболки, майки                                           | 10,5               | Минская область — 20,9 млн шт (все виды изделий). Крупнейшие предприятия — ОАО «Світанак» (Жодино) — 32 %; ОАО «Купалинка» (Солигорск) — 11 %; ОАО «8 марта» (Гомель) — 10 %; Пинское ПТО «Полесье» — 4 %; ОАО «КИМ»† (Витебск) — 4 % |
| одежда для новорождённых и ясельных детей                 | 1,6                | Минская область — 20,9 млн шт (все виды изделий). Крупнейшие предприятия — ОАО «Світанак» (Жодино) — 32 %; ОАО «Купалинка» (Солигорск) — 11 %; ОАО «8 марта» (Гомель) — 10 %; Пинское ПТО «Полесье» — 4 %; ОАО «КИМ»† (Витебск) — 4 % |
| спортивные, лыжные и купальные костюмы                    | 0,8                | Минская область — 20,9 млн шт (все виды изделий). Крупнейшие предприятия — ОАО «Світанак» (Жодино) — 32 %; ОАО «Купалинка» (Солигорск) — 11 %; ОАО «8 марта» (Гомель) — 10 %; Пинское ПТО «Полесье» — 4 %; ОАО «КИМ»† (Витебск) — 4 % |
| свитеры, джемперы, пуловеры, кардиганы, жилеты            | 3,3                | Минская область — 20,9 млн шт (все виды изделий). Крупнейшие предприятия — ОАО «Світанак» (Жодино) — 32 %; ОАО «Купалинка» (Солигорск) — 11 %; ОАО «8 марта» (Гомель) — 10 %; Пинское ПТО «Полесье» — 4 %; ОАО «КИМ»† (Витебск) — 4 % |
| Одежда верхняя (кроме трикотажной), млн шт в том числе:   | 9,1                | |
| пальто, плащи, куртки, ветровки                           | 1,9                | |
| костюмы и комплекты                                       | 1,2                | |
| пиджаки, блейзеры, жакеты                                 | 0,9                | |
| брюки, комбинезоны, бриджи                                | 2,2                | |
| платья, сарафаны, юбки                                    | 2,9                | |
| Нательное бельё (кроме трикотажного), млн шт в том числе: | 16,4               | |
| рубашки мужские                                           | 1,7                | |
| блузки и рубашки женские                                  | 1,6                | |
| корсетные изделия                                         | 12,5               | |
| Не-трикотажная одежда для новорождённых и детей, млн шт   | 0,4                | |
| Перчатки, варежки кожаные, млн шт                         | 0,1                | |
| Чулочно-носочные изделия, млн шт                          | 155                | СООО «Конте Спа» (Гродно), ОАО «Брестский чулочный комбинат» (Брест) |
| Обувь, млн шт                                             | 10                 | Витебская область — 5,2 млн (СООО «Белвест», ООО "Белорусская кожевенно-обувная компания «Марко», ОАО «Красный Октябрь», Витебск), Минск — 1,4 млн (МО ОАО «Луч», ЗАО СП «Отико», ЗАО «Сивельга»), Могилёвская область — 1 млн (ОАО «Бобруйская обувная фабрика», могилёвское ОАО «Обувь»); остальные области — менее 1 млн (ОАО «Труд», Гомель; ОАО «Лидская обувная фабрика», ОАО "Гродненская обувная фабрика «Неман»; Барановичская обувная фабрика и др.) |
| Сумки женские и мужские, млн шт                           | 0,6                | |

Одной из главных проблем текстильной и швейной отрасли Беларуси является высокий уровень износа активной части основных производственных фондов (61,4 % в 2010 году). Средняя заработная плата в текстильной и швейной промышленности почти в 1,5 раза ниже средней по стране (на 2010 год).
В 2000-е — 2010-е годы некоторые предприятия были признаны банкротами или начали процедуру санации (последнюю возможность выхода из предбанкротного состояния): комбинат «КИМ» (одно из градообразующих предприятий Витебска), ЗАО «Вяснянка» (бывшая фабрика им. Володарского, Могилёв), Толочинская текстильная фабрика, Жлобинская экспериментальная швейная фабрика, Мозырская трикотажная фабрика «Славянка», Слуцкая текстильная фабрика, «Ковры Бреста», целый ряд региональных льнозаводов, Бобруйская меховая фабрика, Ветковская хлопкопрядильная фабрика, Виттекс, Витебский комбинат шёлковых тканей. Прекратила производство основной продукции Бобруйская обувная фабрика.
 Швейная промышленность
 Трикотажная промышленность
 Кожевенная, меховая и обувная промышленность
 Хлопчатобумажная промышленность
 Шёлковая промышленность
 Льняная промышленность
 Производство ковров
 Шерстяная промышленность

## Пищевая промышленность
Предприятия государственной формы собственности производят значительную долю продукции в большинстве отраслей пищевой промышленности, при этом их подчинённость различается в зависимости от отрасли. Как правило, государственные предприятия мясной, молочной и хлебопродуктовой отраслей подчиняются Министерству сельского хозяйства и продовольствия Республики Беларусь, а предприятия других отраслей пищевой промышленности входят в концерн «Белгоспищепром», который подчиняется напрямую Совету Министров республики.
Крупнейшие предприятия пищевой промышленности:
 Мясная промышленность
 Кондитерская промышленность
 Масложировая промышленность
 Производство сахара
 Производство поваренной соли
| Производство некоторых видов кондитерских изделий, т                                                          |
| --- |
| Графики недоступны из-за технических проблем. См. информацию на Фабрикаторе и на mediawiki.org.               |
| Шоколад Шоколадные конфеты; сахаристые кондитерские изделия с какао Сахаристые кондитерские изделия без какао |

### Кондитерские изделия
В 2015 году производство кондитерских изделий (в расширенном определении) составило 257 тыс. т. В начале XXI века объёмы производства сахаристых изделий начали снижаться, а мучных — возросли, что связано с изменением спроса на них. В 2012—2013 годах 38 % произведённых мучных кондитерских изделий составило печенье, 20 % — вафли, 18 % — пряники и коврижки, 12 % — торты и пирожные, 3 % — кексы, бабы и рулеты, менее 1 % — галеты и крекеры, 9 % — прочие сладости. 23 % произведённых сахаристых изделий составила продукция из сахара с добавлением какао (13 506 т в 2013 году), 16 % (9380 т) — пастила и зефир, 15 % (8525 т) — шоколад, 10 % — карамель, 7 % — мармелад, 7 % — помадные конфеты, 6 % — шоколадные конфеты, 3 % — халва, 1 % — ирис, 12 % — другие виды изделий. Экспорт кондитерских изделий в 2015 году составил 19 тыс. т (средняя доля экспорта в производстве — 7,4 %), импорт — 52,6 тыс. т. Крупнейший партнёр по экспорту (83 %) и импорту (76 %) кондитерских изделий — Россия, по 2-3 % экспорта приходится на Азербайджан, Казахстан и Туркменистан, второй важнейший источник импорта (21 %) — Украина, около 1 % импорта составляет продукция предприятий Польши и Германии. Потребление кондитерских изделий стабильно растёт, за исключением 2011 года. В 2014 году потребление кондитерских изделий составило 32 кг на человека в год.
В настоящее время в стране действует несколько кондитерских фабрик. Крупнейшие предприятия отрасли по объёму выручки:
- СП ОАО «Спартак» (Гомель) — 65,7 млн долларов за 9 месяцев 2014 года;
- СОАО «Коммунарка» (Минск) — 55,1 млн долларов;
- ОАО «Красный пищевик» — 28,5 млн долларов;
- ОАО «Слодыч» — 20,9 млн долларов.

### Производство сахара
Сахарная отрасль возникла на территории страны в 1830-е годы (небольшие заводы появились в Гродненской и Минской губерниях). В БССР было построено четыре сахарных завода — 2 в Минской области (Городея и Слуцк), по одному в Брестской (Жабинка) и Гродненской (Скидель) областях. Особенностью производства являлось широкое применение сахара-сырца из тростника (в основном из Кубы).
Правительство Вячеслава Кебича привлекло к модернизации сахарных заводов и составлению рыночных бизнес-планов немецкую компанию Südzucker, но новое руководство страны отказало немецкой компании в возможности покупки акций сахарных заводов в стране. Слуцкий комбинат воспользовался немецкой кредитной линией и закупил новое оборудование, увеличив и мощность завода, и эффективность производства. Все сахарные комбинаты были акционированы. В 1999—2005 годах в связи с запретом на поставку в Россию сахара из тростникового сырья сахарные предприятия начали изменять структуру сырья за счёт значительного увеличения производства сахарной свёклы в Брестской, Гродненской и Минской областях. Предприятия начали поставлять большую часть свекловичного сахара в Россию, а на внутренний рынок — в основном тростниковый сахар. Изменение технологии производства потребовало проведения новой модернизации, в результате которой акционеры лишились почти всей доли на всех четырёх заводах. Доля государства выросла до 99 % на Городейском и Скидельском сахарном заводах. На Жабинковском заводе доля прежних акционеров была снижена в пользу контрольного пакета акций государства с помощью введения «золотой акции» и дополнительной эмиссии. Контрольный пакет Слуцкого комбината государство получило только к 2016 году. В конце 2000-х годов предпринимались попытки диверсифицировать экспорт сахара. В 2010 году было объявлено о строительстве пятого сахарного завода в Бобруйске, однако финансовый кризис 2011 года привёл к отказу от реализации этого проекта.
В 2018 году производство сахара сократилось до самого низкого уровня за последние годы — 637,9 тыс. т. Производство сахара в 2019 году составило 639,4 тыс. т, в том числе с января по август было произведено 72,6 тыс. т.
17 января 2018 года Министерство антимонопольного регулирования и торговли Республики Беларусь установило минимальную отпускную цену на сахар в размере 1,5 руб. (~0,75 USD) за 1 кг, что было вызвано избытком предложения на мировом рынке и ростом импорта. Кроме того, были снижены закупочные цены на сахарную свёклу и снижены цены на газ для сахарных заводов. Впоследствии эта временная мера несколько раз продлевалась. В результате, цены на белорусский сахар в некоторых российских магазинах оказывались существенно ниже, чем в белорусских.

### Хлебобулочные изделия, хлебопродукты
Большинство крупных государственных хлебозаводов, равномерно распределённых по территории страны, находятся в составе территориальных производственных объединений:
- КУП «Минскхлебпром» (город Минск) — хлебозаводы № 2, 3, 4, 5, 6, «Автомат»[138];
- ОАО «Берестейский пекарь» (Брестская область) — 3 цеха (бывших хлебозавода) в Бресте, хлебозаводы Барановичей, Ганцевичей, Давид-Городка, Кобрина, Лунинца, Пинска, Столина[139][140];
- ОАО «Борисовхлебпром» (Минская область) — хлебозаводы Борисова, Вилейки, Жодино, Молодечно, Несвижа, Солигорска[141];
- ОАО «Булочно-кондитерская компания „Домочай“» (Могилёвская область) — хлебозаводы № 1, 3, 4 в Могилёве, по одному в Быхове, Бобруйске, Горках, Климовичах, Костюковичах, Кричеве, Мстиславле[142];
- ОАО «Витебскхлебпром» (Витебская область) — хлебозаводы № 1, 2 и две пекарни в Витебске, по одному хлебозаводу в Браславе, Верхнедвинске, Глубоком, Докшицах, Лепеле, Миорах, Новолукомле, Новополоцке, Орше и Полоцке[143];
- ОАО «Гомельхлебпром» (Гомельская область) — хлебозаводы № 2, 3, 4/1, 4/2 (бывший № 1) в Гомеле, по одному в Добруше, Жлобине, Калинковичах, Мозыре, Речице, Рогачёве, Светлогорске[144];
- ОАО «Гроднохлебпром» (Гродненская область) — 3 цеха (бывших хлебозавода) в Гродно, по одному хлебозаводу в Волковыске, Лиде, Новогрудке, Слониме, Сморгони[145].

Более мелкие хлебозаводы существуют в большинстве районных центров страны и в некоторых крупных посёлках — как правило в качестве производственных участков в системе потребительской кооперации. По экономическим причинам и в связи со снижением доли хлеба в питании некоторые из них закрываются — в частности, в Житковичах и Толочине. В 2000-х годах некоторые крупные розничные торговые сети организовали собственные производства по выпечке отдельных видов хлебобулочной продукции.
Производство муки, макарон и комбикорма для кормления сельскохозяйственных животных сосредоточено на преимущественно государственных комбинатах хлебопродуктов. Самые крупные производители муки находятся в Гродненской области (115,7 тыс. т), Минской области (114,1 тыс. т), Брестской области (97 тыс. т) и Минске (94,7 тыс. т), в других областях — по 57-72 тыс. т. Крупные производители макарон сосредоточены в Минской области (28,5 тыс. т в 2018 году; ОАО «Боримак» и др.), Гродненской области (5,9 тыс. т) и Минске (3,9 тыс. т). Объёмы производства комбикорма относительно стабильны во всех областях, причём в Минской области они составляют более 1,5 млн т, в Гродненской — около 1,2 млн т, в Брестской, Витебской и Гомельской — примерно по 1 млн т ежегодно.
К 2020 году 24 комбината хлебопродуктов накопили 1,28 млрд рублей (ок. 600 млн долларов) долгов, которые в мае 2020 года были реструктуризированы путём предоставления государственной поддержки из бюджетных средств под залог дополнительной эмиссии акций или облигаций с их выкупом в 2025—2029 годах. Крупнейшими должниками являлись Климовичский и Борисовский комбинаты хлебопродуктов (по 140 млн руб.).

### Молочная, мясная, рыбная промышленность
Молочная промышленность и молокоперерабатывающие предприятия
Белорусская молочная отрасль — визитная карточка пищевой промышленности Беларуси, специализируется на выпуске молока, масла, сыров, мороженого, молочных консервов и других продуктов. На протяжении последних лет Беларусь постоянно входит в пятёрку ведущих стран — экспортёров молочных продуктов в мире. По итогам 2010 года её доля в общем объёме мирового экспорта молочной продукции составляла 4 %. Основными импортёрами белорусской молочной продукции являются страны СНГ — Россия и Казахстан.
Долгое время молочная отрасль осваивала регулярные государственные инвестиции в рамках специальной программы поддержки.
Крупнейшими предприятиями отрасли являются ОАО «Савушкин продукт» (Брест), ОАО «Бабушкина крынка» (Могилёв), ОАО «Слуцкий сыродельный комбинат», Гормолзаводы № 1 и № 2 (Минск) и другие.
Производство основных видов молочной продукции (тыс. т):
| Вид продукции                                 | 2011   | 2014   | 2015   | 2016   | 2017   | 2018   |
| --------------------------------------------- | ------ | ------ | ------ | ------ | ------ | ------ |
| Сыры (кроме плавленых)                        | 141,9  | 168,3  | 180,8  | 191,4  | 193,4  | 203,2  |
| Плавленые сыры                                | 6,7    | 5,5    | 5,8    | 6,4    | 6,6    | 7      |
| Масло сливочное и пасты молочные              | 104,3  | 106,7  | 113,6  | 117,9  | 120    | 115,2  |
| Творог и творожные изделия                    | 96,8   | 114,2  | 123,8  | 128,7  | 129,5  | 128,8  |
| Молоко и сливки сгущённые не в твёрдых формах | 124,4  | 99,7   | 91,9   | 92,5   | 115,6  | 78,9   |
| Сыворотка                                     | 662,4  | 459,2  | 535,5  | 565,2  | 678,3  | 687,6  |
| Мороженое                                     | 32     | 30,6   | 28,3   | 28,4   | 28,4   | 34,5   |
| Нежирная молочная продукция                   | 90,8   | 94,5   | 119,6  | 154,3  | 177    | 111    |
| Молоко и сливки сухие                         | 100,6  | 149,3  | 159,6  | 155,9  | 154    | 164,4  |
| Цельномолочная продукция, в том числе:        | 1642,9 | 1935,5 | 1962,8 | 1972,3 | 2000,8 | 2027,3 |
| молоко обработанное жидкое                    | 699    | 831,8  | 886,1  | 879,8  | 967,9  | 879,4  |
| йогурт                                        | 26,1   | 35,4   | 36,2   | 38,8   | 39,6   | 47,7   |
| простокваша                                   | 2,3    | 4,2    | 2,9    | 3,1    | 3,3    | 3,3    |
| ряженка                                       | 7,8    | 5,2    | 9,8    | 11,1   | 11,2   | 10,7   |
| сметана                                       | 92     | 97,2   | 111,9  | 117    | 121,9  | 132,3  |

Производство отдельных видов молочной продукции по областям и городу Минску в 2018 году (тыс. т):
| Вид продукции                    | Брестская      | Витебская     | Гомельская     | Гродненская   | г. Минск      | Минская        | Могилёвская    |
| -------------------------------- | -------------- | ------------- | -------------- | ------------- | ------------- | -------------- | -------------- |
| Цельномолочная продукция         | 594,7 (29,3 %) | 148,1 (7,3 %) | 229,9 (11,3 %) | 173,9 (8,6 %) | 314 (15,5 %)  | 246,4 (12,2 %) | 320,3 (15,8 %) |
| Сухие молоко и сливки            | 11,6 (7,1 %)   | 20,6 (12,5 %) | 29,7 (18,1 %)  | 39,4 (24 %)   | 0             | 40,4 (24,6 %)  | 22,8 (13,9 %)  |
| Творог и творожные изделия       | 52 (40,4 %)    | 6,7 (5,2 %)   | 7 (5,4 %)      | 12,9 (10 %)   | 27,2 (21,1 %) | 13,4 (10,4 %)  | 9,6 (7,5 %)    |
| Сыры (кроме плавленого)          | 72,4 (35,6 %)  | 22,4 (11 %)   | 31,4 (15,5 %)  | 40 (19,7 %)   | 2 (1 %)       | 27,7 (13,6 %)  | 7,2 (3,5 %)    |
| Сливочное масло и молочные пасты | 22,2 (19,3 %)  | 12,5 (10,9 %) | 16,6 (14,4 %)  | 19,6 (17 %)   | 4,9 (4,3 %)   | 26,7 (23,2 %)  | 12,7 (11 %)    |

Мясопереработка
В 2018 году белорусские предприятия произвели 278,8 тыс. т колбасных изделий (в том числе 163,5 тыс. т варёных колбасных изделий, сосисок и сарделек, 16,4 тыс. т полукопчёных колбас и 20,5 тыс. т сыровяленых и сырокопчёных колбас, включая салями).
Рыбопереработка
Отсутствие выхода к морю у независимой Республики Беларусь, небольшая мощность пресноводных рыбоводческих хозяйств и отсутствие крупных государственных предприятий стимулировали частную инициативу в отрасли. В 1990-е годы в Бресте начали работать крупнейшие в стране частные рыбные компании (рыботорговая «Санта Импэкс Брест» и рыбоперерабатывающая «Санта-Бремор», переименованная в 2021 году в «Bremor»), в Новогрудке — «Леор Пластик». Другие значительные рыбоперерабатывающие компании — «Просма», «Вкус рыбы плюс», «Виталюр». Введение Россией санкций против Евросоюза в 2014 году привело к изменению структуры рынка. В начале 2010-х годов в Минске планировала открыть производство литовская Viciunai Group, но от реализации проекта отказались. Государственные предприятия отрасли представлены предприятиями «Минскрыбпром» и «Белрыба», которые в 2011 году были объединены с целью акционирования и возможной продажи.
В 2018 году предприятия отрасли произвели 114,4 тыс. т рыбы, морепродуктов и рыбных консервов, в том числе 24,2 тыс. т вяленой, сушёной, копчёной, солёной рыбы, и 76,7 тыс. т приготовленных и консервированных продуктов из рыбы и икры.

### Прочие отрасли пищевой промышленности
Производство безалкогольных напитков
В Белорусской ССР крупнейшим специализированным производителем безалкогольных напитков и минеральной воды был Минский завод безалкогольных напитков. В 1986—1987 годах в Бресте на Брестском комбинате безалкогольных напитков начался розлив Пепси колы и Фанты. В 1994—1997 годах Coca Cola разливала свои напитки на Минском заводе безалкогольных напитков, после чего перенесла производство на собственный завод в Колядичах (Минск). Акционированный МЗБН, большую часть акций которого разделило между собой руководство, использовал технологический, маркетинговый и сбытовой опыт совместной работы с Coca Cola для адаптации к рыночным условиям. В 1990-е годы появляются новые частные производители безалкогольных напитков, крупнейшие из которых — «Трайпл», «Дарида» и «Фрост и Ко». Впоследствии на рынок безалкогольных напитков вышли производители пива — «Сябар» (Бобруйский пивзавод) и «Лидское пиво». PepsiCo долгое время вела переговоры о создании совместного предприятия (в частности, в Могилёвском районе), но розлив её продукции начался в 2015 году на «Лидском пиве».
Поваренная соль
В Мозыре действует завод ОАО «Мозырьсоль» по производству поваренной соли путём выкачивания насосами соляного раствора из месторождения.
Прочие отрасли
В БССР крупнейшими производителями майонеза были Минский маргариновый завод и Гомельский жировой комбинат. В 1990-е годы майонез начали производить частные компании «Памакс», «Камако», «Ланна», «АВС». В 2018 году в стране было произведено 385,7 тыс. т растительного масла и 12,9 тыс. т маргарина и аналогичных пищевых жиров.
В 2015 году в стране было выпущено 474 млн условных банок плодоовощных консервов, в том числе 54 % частными компаниями, крупнейшие из которых — ИООО «Вастега» (Брест), ОДО «Фирма ABC» (Гродно), СООО «Вланпак» (Смолевичи), СООО «Оазис групп» (Бобруйск). В абсолютном выражении количество выпущенных плодовоощных консервов — 155,8 тыс. т в 2015 году и 153 тыс. т в 2018 году. Производство продуктов готовых для детского питания за этот же период выросло с 20,9 тыс. т до 28,8 тыс. т.
Крупнейшие производители соков и нектаров — СООО «Оазис групп» (29 %), СООО «Вланпак» (17 %), ОДО «Фирма ABC» (13 %), ОАО «Савушкин продукт» (13 %), ОАО «Гамма вкуса» (8 %). Крупнейший поставщик соков и нектаров в бюджетные организации — ОАО «Ляховичский консервный завод». 74 % производимых соков и нектаров — фруктовые, 13 % — берёзовый сок, 7 % — томатный сок, 5 % — овощные соки и нектары, 1 % — фруктовые напитки и морсы. Около 65-70 % продукции — нектары, 30—35 % — соки. Около 20 % берёзового сока экспортируется. Ряд специализированных производителей детского питания обеспечивают внутренний рынок детскими пюре, соками и нектарами.

### Производство сигарет
В Белорусской ССР действовали табачные фабрики в Гродно и Минске. В 1990-е годы Минская табачная фабрика прекратила работу, а бизнесмен Павел Топузидис организовал в Минске производство сигарет советских брендов, впоследствии реорганизованное в новую табачную фабрику ООО «Табак-инвест». ОАО «Гродненская табачная фабрика „Нёман“» осталась в собственности государства. В 2015 году около 80 % сигарет в республике произвела гродненская фабрика, 20 % — минская фабрика Топузидиса. В 2017—2018 годах розничная сеть Гродненской табачной фабрики и право оптовой торговли гродненскими сигаретами были переданы СЗАО «Энерго-Оил» бизнесмена Алексея Олексина, которое получило разрешение Александра Лукашенко на создание «единой товаропроводящей сети в табачной сфере». 1 августа 2018 года «Энерго-Оил» стала единым оператором по продаже табачных изделий гродненской табачной фабрики «Неман». В 2020 году Олексин открыл третью табачную фабрику ООО «Интер Тобакко» (на 99 % принадлежит СЗАО «Энерго-Оил» Олексина).
Объёмы производства сигарет регламентируются квотами, которые устанавливаются Советом Министров Республики Беларусь ежегодно. Фабрики производят как собственные марки сигарет, так и продукцию по лицензии крупных мировых компаний — Japan Tobacco International (около 25 % рынка), British American Tobacco, Imperial Tobacco и другие. При этом гродненская фабрика в основном производит собственные марки сигарет, а большая часть продукции «Табак-инвеста» производится по лицензии. Производство сигарет на регулируемом рынке с ограниченным числом участников характеризуется очень высокой рентабельностью: рентабельность гродненской фабрики в 2016 году составила 53,8 %, в 2018 году чистая прибыль составила 186,5 млн рублей (около 86 млн долларов).
Производство сигарет пополняет республиканский и местные бюджеты за счёт растущих акцизов и прочих налогов. Так, Гродненская табачная фабрика в 2017 году стала крупнейшим налогоплательщиком Гродненской области. В 2017 году совокупные доходы государства от табачной отрасли оценивались в 500 млн долларов.
Существенная часть продукции экспортируется: по официальным данным, в 2014 году было экспортировано более 10 млрд сигарет из 34,8 млрд произведённых. Основные рынки сбыта — Молдова, Украина, Литва. Существует проблема неучитываемого «серого» экспорта — в страны как Евросоюза, так и Евразийского экономического союза. Главной причиной распространения контрабанды сигарет в страны Евросоюза считается многократная разница в цене: в 2018 году средние цены на сигареты в Польше были выше примерно в 5 раз. В Россию сигареты (в основном наиболее дешёвых марок) активно вывозятся из-за отсутствия таможенного контроля; там их доля занимает до 17-21 % рынка в Смоленской и Брянской областях и на Северном Кавказе. По оценке KPMG, в 2016 году контрабандные белорусские сигареты заняли 5 % потребления сигарет в Польше, 14,5 % в Литве и 16,65 % в Латвии. В Евросоюз сигареты контрабандно ввозятся не только через границу с Литвой и Польшей, но также через Украину и непризнанное Приднестровье.

### Алкогольная продукция
Производство водки, ликёров, бальзамов, коньяка, настоек
 Производство пива
Потребление алкоголя в стране одно из самых высоких в мире; считается, что суммарный объём потребления алкоголя в пересчёте на чистый спирт на 40 % превышает показатель, допустимый Всемирной организацией здравоохранения. В начале 2011 года доля водки в общем объёме потребления алкоголя составила 43,5 %. В 2016 году в Беларуси было произведено 14,2 млн дал напитков алкогольных дистиллированных (в том числе 12 млн дал водки, 0,345 млн дал коньяка и др.), 2,7 млн дал виноградных вин (кроме игристых), 1,5 млн дал игристых вин, 8,4 млн дал ферментированных и смешанных алкогольных напитков, 43,2 млн дал пива. Больше всего водки и настоек было произведено в Брестской области (4 млн дал, или 28 %), Минской области и Минске (2,8 и 2,6 млн дал, или 20 % и 18 %). От 1 до 1,5 млн дал было выпущено в остальных областях. Производство виноградных вин из виноматериалов сконцентрировано в Минске (69,8 %), Минской и Гомельской областях (в сумме — 30,1 %). Производство ферментированных вин относительно равномерно распределено по областям и Минску. Более половины пива было произведено в Минске (23,8 млн дал; Криница, Аліварыя), 10 млн дал в Гродненской области (Лидское пиво), 6 млн дал в Могилёвской области (ЗАО «Пивоварни Хайнекен», Бобруйск), 2,8 млн дал в Брестской области (Брестское пиво). В городе Иваново Брестской области расположен крупнейший в стране производитель солода — ОАО «Белсолод» (Ивановский солодовенный завод; входит в структуру государственного концерна «Белгоспищепром»). Предприятие было введено в эксплуатацию в 1989 году, в 2016 году 44 % продукции поставлялось на внутренний рынок, 56 % — на экспорт.
Производители алкоголя вносят большой вклад в местные и республиканский бюджеты — так, заводы «Аквадив» и «Бульбашъ» являются одними из крупнейших налогоплательщиков Минской области, а Климовичский ликёро-водочный завод по объёму налоговых поступлений в 2018 году занимал второе место в Могилёвской области даже несмотря на банкротство и введение антикризисного управления. Брестский ликёро-водочный завод «Белалко» и Витебский ликёро-водочный завод «Придвинье» — одни из крупнейших налогоплательщиков в Брестской и Витебской областях соответственно.
Розлив вин из импортируемых виноматериалов осуществляется, как правило, частными предприятиями. В Минске действует акционированный Минский завод шампанских вин (с 2001 года переименован в завод игристых вин).
Крупнейшему ликёро-водочному предприятию страны (минский завод «Кристалл») в 1990-е годы удалось сохранить тесную связь с небольшими спиртзаводами, поставлявшими для него сырьё, что положительно сказалось на его состоянии. В 1993 году был основан первый частный водочный завод в Смолевичском районе Минской области. Вскоре начали появляться и другие независимые производители крепких алкогольных напитков. В 1996 году «Минск-Кристалл» совместно с немецкими компаниями основал завод «Аквадив» (в начале 2000-х немецкую долю в предприятии выкупил Владимир Пефтиев). В наращивании производства водки и ликёро-водочных изделий участвовали и государственные предприятия — так, в середине 1990-х годов крупный производитель кормового белка, государственный Мозырский завод кормовых дрожжей, организовал крупное производство спирта-ректификата, водки, ликёро-водочных изделий. Гродненский винодельческий комбинат переориентировался на производство дистиллированных алкогольных напитков и был переименован в ликёро-водочный завод. В конце 1990-х годов на Бобруйском гидролизном заводе из отходов сахарного производства нелегально производилась водка под видом технического спирта, что привело к громкому уголовному делу. Вскоре для пополнения государственного бюджета были введены акцизы на экспорт ликёро-водочной продукции, однако в долгосрочной перспективе они привели к потере российского и украинского рынков государственными предприятиями. В 2000-е — начале 2010-х годов украинские водочные компании Nemiroff и Баядера начали производить свою продукцию для белорусского рынка на «Минск-Кристалле» и Гродненском ликёро-водочном заводе соответственно. В 2015 году в связи с тенденцией к потере рынка основные государственные производители ликёро-водочных изделий (Брест, Витебск, Гомель, Гродно и Климовичи) были объединены с «Минск-Кристаллом» в холдинг «Минск Кристалл Групп». В 2018 году мощности предприятий по производству спирта составили 11,5 млн дал в год, что более в 1,6 раза превысило потребности внутреннего рынка; 15 из 16 предприятий — государственные. В 2016 году Мозырский спиртоводочный завод обратился в суд с просьбой о признании его экономически несостоятельным (банкротом); срок санации предприятия неоднократно продлевался и был доведён до конца 2019 года. В 2018 году через аналогичную процедуру прошёл Климовичский ликёро-водочный завод.
В 2014 году только 8 заводов концерна «Белгоспищепром» реализовали на внутреннем рынке Беларуси более 7 млн дал водки и ликёро-водочных изделий (более 140 млн бутылок по 0,5 л):
- Минск-Кристалл — 2273 тыс. дал (32,1 % от реализации этой продукции всеми предприятиями «Белгоспищепрома»);
- Брестский ликёро-водочный завод «Белалко» — 1323 тыс. дал (18,4 %);
- Витебский ликёро-водочный завод «Придвинье» — 828 тыс. дал (11,5 %);
- Климовичский ликёро-водочный завод — 760 тыс. дал (10,7 %);
- Гродненский ликёро-водочный завод — 741 тыс. дал (10,5 %);
- Гомельский ликёро-водочный завод «Радамир» — 661 тыс. дал (9,3 %);
- СООО «Аквадив» — 491 тыс. дал (6,8 %);
- Мозырский спиртоводочный завод — 132 тыс. дал (1,8 %).

## Деревообрабатывающая промышленность
Исторически на территории Беларуси действовало множество предприятий деревообрабатывающей промышленности, и эта отрасль осталась важной частью экономики на всей территории страны. В 1913 году предприятия в белорусских губерниях производили 62,3 % почтовой бумаги, 44,8 % спичечной соломки, 26,8 % хвойных пиломатериалов, 24,4 % дубовых шпал, по 23,5 % клееной фанеры и обойной бумаги, 21,8 % гнутой мебели, 10,3 % картона в Российской империи и обеспечивали 20,8 % экспорта лесной продукции. В 1940 году предприятия БССР производили 34,7 % фанеры, 6,3 % бумаги, 4,7 % пиломатериалов в СССР, в 1976 году — 7,9 % пиломатериалов, 6,6 % ДСП, 6,7 % ДВП, 3,2 % бумаги. Деревообрабатывающая отрасль составляет примерно 2 % всего производства обрабатывающей промышленности Беларуси и включает в себя ряд сегментов: производство лесопильных и строительных материалов, фанеры, мебели, стандартных домов и строительных деталей из дерева, выпуск спичек; доля деревообработки в лесной, деревообрабатывающей и целлюлозно‐бумажной отрасли составляет более 60 %.
Древесина заготавливается во всех областях. Действуют крупные картонные и бумажные фабрики в Добруше («Герой Труда»), Слониме, Борисове, Чашниках и некоторых других местах, в Светлогорске работает крупный целлюлозно-картонный комбинат (ОАО «Светлогорский целлюлозно-картонный комбинат»). Кроме того, в 2008 году в Шклове на базе бумажной фабрики «Спартак» открылся завод по производству газетной бумаги. Тем не менее, в стране испытывается нехватка мощностей по производству важного сырья для производства бумаги — белёной целлюлозы, и в Светлогорске было намечено строительство новой очереди завода по её изготовлению. По состоянию на август 2019 года завод белёной целлюлозы готовится к открытию, работая в режиме опытно-промышленной эксплуатации. В том же году руководство Светлогорского ЦКК, управляющего заводом, начало процедуру разрыва контракта с китайским генподрядчиком, поскольку строительство завода велось с нарушением строительных норм и сроков, были выявлены факты поставки бракованного оборудования и появление сильного неприятного запаха в окрестностях завода, а также в связи отказом генподрядчика вводить предприятие в промышленную эксплуатацию.
Спички производят в Борисове («Борисовдрев») и Гомеле («Гомельдрев»), в 2020 году приостановлено производство спичек в Пинске (ЗАО «Пинскдрев»). На Борисовском лесохимическом заводе (ОАО «Лесохимик») из пнёвого осмола, сосновой живицы и других отходов заготовки древесины производятся канифоль, канифольные клеи, скипидар, дубильные экстракты, лакокрасочная продукция.
Во многих городах и небольших посёлках действуют предприятия по производству мебели.
В 2007—2015 годах была проведена централизованная модернизация государственных предприятий деревообрабатывающей отрасли (было вложено более 1 млрд долларов), результаты которой оцениваются как противоречивые. В 2015—2016 годах под эгидой государственного Банка развития был создан деревообрабатывающий холдинг, в который вошли девять предприятий из Гомеля, Мостов, Речицы, Бобруйска, Борисова, Витебска и Могилёва. По итогам 2018 года эти деревообрабатывающие предприятия из-за большой кредитной нагрузки работали с чистым убытком (в сумме — 136,7 млн руб., или 65 млн долларов), в том числе одно предприятие работало с убытком от реализации (то есть до вычета процентов по кредитам).
По заявлению председателя концерна «Беллесбумпром» Юрия Назарова, глубина переработки древесины на предприятиях Беларуси выросла с 38,5 % в 2006 году до 80 % в 2016 году, и ожидается её увеличение до 90 %.
 Производство мебели
 Целлюлозно-бумажная промышленность, производство обоев
 Производство фанеры
 Лесохимическая промышленность
 Производство спичек
 Производство ДВП и ДСП
| Производство пиломатериалов, тыс. м3                                                            | Производство ДСП, тыс. усл. м3                                                                  |
| ----------------------------------------------------------------------------------------------- | ----------------------------------------------------------------------------------------------- |
| Графики недоступны из-за технических проблем. См. информацию на Фабрикаторе и на mediawiki.org. | Графики недоступны из-за технических проблем. См. информацию на Фабрикаторе и на mediawiki.org. |
| Графики недоступны из-за технических проблем. См. информацию на Фабрикаторе и на mediawiki.org. | Графики недоступны из-за технических проблем. См. информацию на Фабрикаторе и на mediawiki.org. |
| Производство ДВП, тыс. усл. м2                                                                  | Производство фанеры клееной, тыс. м3                                                            |
| Графики недоступны из-за технических проблем. См. информацию на Фабрикаторе и на mediawiki.org. | Графики недоступны из-за технических проблем. См. информацию на Фабрикаторе и на mediawiki.org. |
| Графики недоступны из-за технических проблем. См. информацию на Фабрикаторе и на mediawiki.org. | Графики недоступны из-за технических проблем. См. информацию на Фабрикаторе и на mediawiki.org. |

## Промышленность стройматериалов
Производство керамического кирпича
 Производство керамической плитки
 Производство известковых и гипсовых материалов
 Производство изделий из стекла и хрусталя
 Добыча и обработка строительного камня
 Производство цемента
 Производство изделий из фарфора и фаянса
Промышленность строительных материалов представлена многочисленными предприятиями, производящими разнообразную продукцию для строительства. Развитием отрасли и управлением государственными предприятиями занимается Министерство архитектуры и строительства Республики Беларусь.
На территории страны повсеместно распространены месторождения песчано-гравийного материала, силикатных, строительных и формовочных песков и глин, пригодных для производства керамики (в том числе несколько месторождений тугоплавких). Есть несколько месторождений сырья для производства цемента, крупное месторождение доломитов (Витебская область), месторождения магматических кристаллических пород — строительного камня (Брестская и Гомельская области), каолина (Гомельская и Брестская области).
Долгое время отрасль была представлена ремесленниками и мелкими предприятиями, производившими керамические и стеклянные изделия, в XVIII веке появились специализированные мануфактуры (стеклянные и фаянсовая). Первым крупным предприятием, применявшим современную технику, стал открытый в 1893 году в Минске кирпичный завод с кольцевой печью и ленточным прессом. В 1914 году под Волковыском начал работу цементный завод «Россь» (в настоящее время — головное предприятие ОАО «Красносельскстройматериалы»). В конце 1920-х — середине 1930-х годов были введены в эксплуатацию Минский завод строительных материалов, Гомельский стеклозавод, Кричевский цементный завод, заводы силикатного кирпича в Климовичах и Орше. В 1947—1950 годах были построены Кричевский шиферный завод и Минский гипсовый завод, в конце 1950-х годов начали появляться заводы сборного железобетона. В 1968 году был открыт Молодечненский завод лёгких металлоконструкций, в конце 1970-х — 1980-е годы начали работу Добрушский фарфоровый завод, Любанский комбинат стройматериалов, Новолукомльский завод керамзитового гравия. В 1996 году был запущен Белорусский цементный завод в Костюковичах.

### Производство цемента
В настоящее время действуют три крупных цементных завода — ОАО «Красносельскстройматериалы» (городской посёлок Красносельский, Волковысский район, Гродненская область), ОАО «Кричевцементношифер» (город Кричев, Могилёвская область) и ОАО «Белорусский цементный завод» (город Костюковичи, Могилёвская область), озвучивалось намерение построить четвёртый цементный завод в Гомельской области. Иностранным инвесторам предлагаются два месторождения, сырьё которых пригодно для производства цемента — Добрушское и Бринёвское (Петриковский район). Основные потребители цемента — более 300 предприятий по производству железобетонных конструкций (крупнейшие расположены в Минске). По производству цемента на душу населения (489 кг в 2016 году, 593 кг в 2015 году) Беларусь опережает все соседние страны (199 кг на Украине, 307 кг в Литве, 400 кг в Польше, 424 кг в России) и ряд стран ОЭСР.
В середине 2000-х годов, перед экономическим кризисом, в строительной отрасли страны наблюдался всплеск активности («строительный бум»). Одним из его эффектов стал дефицит цемента на внутреннем рынке. На пике этого бума Совет Министров Республики Беларусь и Эксим-банк Китая заключили 4 соглашения примерно на более чем на 600 млн долларов, значительные кредитные средства были привлечены из Беларусбанка и Банка развития. Эти кредиты были направлены на строительство новых мощностей по производству цемента как для внутреннего рынка, так и на экспорт. Однако к моменту завершения строительства новой линии спрос на цемент стабилизировался, и предприятия начали испытывать проблему со сбытом дополнительной продукции. Дополнительными сложностями стали невысокий технологический уровень китайского оборудования и рост цен на энергоносители, из-за чего себестоимость продукции не уменьшилась. Вскоре был создан государственный холдинг «Белорусская цементная компания». В начале 2019 года все цементные заводы получили отсрочку по возмещению основного долга и процентов, выплаченных из государственного бюджета, до конца 2030-х годов (Кричевцементношифер — до 2049 года), а также освобождение от налога на недвижимость и земельного налога на этот же период.

### Прочие стройматериалы
Строительный камень добывают в Микашевичах (Лунинецкий район Брестской области), меньшее по размеру месторождение разрабатывается в Глушковичах (Лельчицкий район Гомельской области). В Микашевичах расположено и крупное предприятие РУПП «Гранит». Для развития месторождения в Глушковичах с начала 2010-х годов рассматривается вопрос о строительстве железной дороги к месторождению. В связи с ростом спроса на щебень ведётся подготовка к открытию нового карьера с комбинатом возле деревни Ситница, недалеко от существующего карьера в Микашевичах (месторождение разведано в 1988—1989 годах, технико-экономическое обоснование подготовлено в начале 1990-х годов).
Разрабатывается крупное месторождение доломита в Рубе около Витебска. Первоначально добываемое там сырьё перерабатывалось в известковые стройматериалы, но с 1960-х годов доломитовую крошку начали широко применять для сельскохозяйственных нужд. Производитель гипса — ОАО «Белгипс» в Минске (предприятие продано иностранному собственнику, готовится перенос производства в Гатово Минского района), изделия из извести производят в Рубе, Берёзе, Молодечно, Климовичах, Красносельском.
Крупнейший производитель мягких кровельных материалов (рубероид, толь и др.) — ОАО «Кровля» (Осиповичи), гидростеклоизол производят в Бронной Горе (Берёзовский район) и в Марьиной Горке.
Теплоизоляционные материалы производятся в Гомеле и Берёзе.
Кровельный шифер и асбестоцементные материалы изготовляют ОАО «Красносельскстройматериалы» и ОАО «Кричевцементношифер».
Керамзит производится в Новолукомле, перлит, тенисит и др. лёгкие пористые материалы — в Минске.
Производители керамического кирпича есть во всех областях, но в Могилёвской области керамический кирпич перестал производиться в 2013 году. По производству неогнеупорного кирпича лидируют Минск, Минская и Витебская области (в сумме — более 80 % республиканского производства). Крупнейшие производители силикатного кирпича — «Гомельстройматериалы» (106 млн шт условного кирпича в 2011 году), Любанский комбинат стройматериалов (105 млн шт), Могилёвский комбинат силикатных изделий (99 млн шт), Гродненский комбинат стройматериалов (92 млн шт), Минский комбинат силикатных изделий (54 млн шт). Крупнейшие производители тротуарной плитки находятся в Минске и Брестской области (67 и 58 тыс. м³, или 30 и 26 %). В этих же регионах сконцентрированы единственные крупные предприятия, выпускающие керамические плитки и плиты — 14,8 млн м² в Минске (ОАО «Керамин») и 9017 млн м² в Брестской области («Берёзастройматериалы» и Брестский комбинат строительных материалов).
| Производство строительного кирпича по видам, млн шт. условных кирпичей:                         |
| Графики недоступны из-за технических проблем. См. информацию на Фабрикаторе и на mediawiki.org. |

### Стекло и фарфор
Есть несколько производителей стекла: один из крупнейших в мире завод «Гомельстекло» (посёлок Костюковка, в 2016 году вошедший в черту Гомеля) специализируется на производстве оконного стекла (в 2017 году выпущено 35,3 млн м² листового стекла при проектной мощности — 44,6 млн м²; произведено более 1 млн м² стекла безопасного закалённого, стекла многослойного, стекла с покрытием), Гродненский стеклозавод (работает с 1922 года, изначально специализировался на производстве аптекарской посуды) занимается производством узорного стекла, стеклоблоков, бутылок из коричневого и зелёного стекла (53,5 млн бутылок в 2002 году; 98,8 млн бутылок в полулитровом исчислении в 2017 году). Ещё один крупный производитель стеклотары — стеклозавод в Елизово (Осиповичский район), действующий с 1913 года. Завод специализируется на производстве массовой тары — бутылок и банок от 0,1 л до 4 л; в 2013 году было произведено 241,2 млн шт консервной стеклотары в полулитровом исчислении и 85,3 млн бутылок. В 2018 году, после смены собственника и банкротства, Елизовский стеклозавод был присоединён к Гродненскому. В конце 2000-х годов в Гомеле начали работать два новых производителя стеклотары — ИООО «Белстеклопром» и СЗАО «Гомельский стеклотарный завод» (совместное предприятие ОАО «Гомельстекло» и компании ATEC, впоследствии банкрот); в 2019 году в Костюковке после реконструкции был открыт стеклотарный завод. Ранее также действовали стеклозаводы «Глуша» в Бобруйском районе, «Залесье» в Вилейском районе, «Гута» в Поставском районе, «Белевротара» в Лиде (обанкротились). Художественные изделия из стекла и сортовую стеклянную посуду производят на стеклозаводе «Нёман» (город Берёзовка, Лидский район, в 2017 году — 722 т хрустальных изделий и 751 т изделий из бесцветного стекла) и на Борисовском хрустальном заводе (находится в стадии санации). Зеркала производятся в Минске, Гомеле и Бобруйске.
Изделия из фарфора производятся на Добрушском фарфоровом заводе (в 2002 году произведено 23 млн единиц посуды) и Клецком заводе технического фарфора; ранее действовал также Минский фарфоровый завод (обанкротился, производство прекращено, территория завода застраивается). ЗАО «Добрушский фарфоровый завод» в 2016 году произвело хозяйственно-бытового фарфора (280 наименований, 4000 артикулов) на 26,7 млн руб. (15 млн долларов) и закончило год с прибылью в 1 млн руб. В 2016 году завод занял около 60 % внутреннего рынка и 74,2 % продукции экспортировал.